# 蒼藍鋼鐵戰艦角色列表
蒼藍鋼鐵戰艦角色列表為日本漫画《蒼藍鋼鐵戰艦》及其動畫登場的角色。
※聲優為廣播劇CD版／電視動畫。

## 蒼藍艦隊
千早群像（聲優：福山潤／興津和幸）
本作主角，18歲。原為國立海洋技術綜合學院的士官候補生，在每年舉行的綜合評價測試中總成績永遠排名第二，因此被杏平戲稱「萬年第二」。據母親沙保里所言生於雪天。
原本非常仰慕作為海軍軍官的父親千早翔像，但翔像作為「伊401」的艦長出航後失蹤，再次發現蹤影時已經成為「海霧艦隊」的成員後不再仰慕他。
在故事開始前兩年，經歷了被稱為「第四設施事件」的事故，穿著防護服並引導其他學生避難，然而在事故中失去了作為追求對象的青梅竹馬天羽琴乃，成為了內心的一道傷痕。之後遇上了突然出現的「伊401」，繼而與同伴一同奪走艦艇並擔任「伊401」的艦長職務，被稱為「擁有航路的人」。
最後一次回母港硫磺島補給與大修後，與「高雄」、「日向」和港外的「白鯨」組成以「伊401」為旗艦的蒼藍艦隊，執行上陰龍二郎委託的運送振動魚雷任務。
在「高雄」控制假的「伊401」途中遭「U-2501」攻擊後果斷決定前往援助，雖成功擊沉奶牛迫使佐爾坦撤退，但「高雄」艦體仍被摧毀。
搜索順利脫離的「高雄」心智模型與核心時被探測能力較強的「伊402」搶先而失敗。
為了擺脫「金剛」率領的第一艦隊特遣隊的追蹤，搭乘臨時微型潛艇「松島」與「日向」一起暫時離開「伊401」前往「白鯨」，途中經過「日向」被擊沉的地點，在該處收集與「日向」一起被擊沉的兩艘驅逐艦的殘骸以執行某秘密計畫。登陸「白鯨」後將真實的振動魚雷樣本與數據移交給艦長駒城後得知「伊401」遭攻擊的消息，隨後再度離艦返航。「伊401」重損後暫時代替「日向」接管「松島」操控。在「日向」準備離開之際，群像決定作戰計畫暴露自身位置以逼「金剛」選擇他還是「伊401」作為攻擊目標。與船員們發現海霧艦艇雖然有懸空飄浮的能力，但此能力也會讓機動性大幅下降，因此決定藉由攻擊海底的甲烷水合物製造空蝕現象逼迫金剛艦隊處於得進行懸空飄浮的狀態。隨後啟動「OPTION艦」發動攻擊，但群像的目標意外不是旗艦「金剛」而是「那智」，「OPTION艦」超重力砲強大的命中目標瞬間將「那智」擊沉。之後齊射彈藥向海底甲烷水合物攻擊，雖然順利照計畫用空蝕現象妨礙「金剛」並靠晴嵐投彈擊沉她，沒想到「金剛」沉沒前仍給「松島」最後一擊。雖然伊歐娜與船員們皆表示想救他，群像卻為了不妨礙振動彈頭運送任務要求「伊401」撤離海域照預定計畫進行，並發出最後的指令：「從現在開始一切由伊歐娜指揮」，接著就隨著「松島」與「金剛」往下沉。
因「松島」在沉沒時遭「金剛」衝撞而下落不明，但實則受「金剛」回收並由「明石」送往柱島；在過程中身體似乎受到一定傷害，正接受「金剛」參考「高雄」與「武藏」的經驗進行的奈米物質再造而處於休眠狀態。之后獲阿得米拉提密码藉納米物質完成修复唤醒并向群像交代了让其成为“海洋之王义务的人”；在柱島疗养时與其克隆體小群像打好父子模樣的關係，從小群像得知柱島仍有人类维持设施的运作，并在这些人帮助获得新春潮型潜艇逃离柱岛，其後趕到「伊401」沉沒位置並喚醒伊歐娜。
再出海期間期間收到阿得米拉提密碼下達通過鬥爭展示存續的可能性的命令時，認為這是意味要自己攻擊她。這時模樣很像伊歐娜的神秘心智模型向他說明那亦是一條路以後不久隨即消失。
當「俾斯麥」來襲時，在伊歐娜同意下獲借為「高雄」的艦長，並且與「榛名」、「霧島」對抗「俾斯麥」。。
年幼時參加父親翔像的「伊401越洋計畫」出航儀式時，便受伊歐娜關注到。
Newtype2014年2月號十大男性人氣角色排行獲得第8名，動畫大賞2014各部門獲得男性角色獎第三名。
小群像
“金刚”为了复活受重伤的千早群像，在柱岛和“鸟海”试图制造的克隆人，初登場時為群像約6歲模樣、面無表情的無口正太。根据阿得米拉提密码的说法，虽然尽了她们最大努力，使其复制到千早群像的体格和知识，但只能复制到少部分千早群像的精神铸模，并因此产生了独立的自我发展，成为以“心智模型为母，以千早群像为父”的独立精神铸模，对此阿得米拉提密码十分欣赏。隨著阿得米拉提密碼喚醒群像本尊而與其中止精神聯繫，表情漸漸變得豐富起來。
伊歐娜（聲優：悠木碧／淵上舞）
「伊401」的心智模型，一頭銀色的長髮和綠色的眼睛，有喜歡Hisonic Miku這種小女孩的行徑。
會在船內創造出相貌酷似自己的女童外型分身“小伊歐娜”，負責打理船內的清潔、維修與伙食，因為有複數的存在，額頭上寫會有編號（故事中可確認到2～9號）。
在故事開始的九年前叛離了海霧艦隊加入人類一方，搭載千早翔像以及船員出海後音訊全無。後在成員全部失蹤，全艦鎖定的情況下自行回到橫須賀。
回到橫須賀的「伊401」沉寂了七年，期間不論海軍的人如何嘗試都無法進入艦內。直到兩年前才突然啟動，衝出橫須賀地下軍港，出現在千早群像面前。
心智模型是除海霧艦隊總旗艦「大和」、超戰艦「武藏」以外，最早出現的。曾經以「霧乃伊歐娜」的假名進入國立海洋技術綜合學院就讀、為琴乃藉賭博滾錢，以至購入高級大樓的401號單位。
同時亦是海霧戰術網路本身，即使她叛離海霧陣營，其他海霧艦艇亦無法將其趕出戰術網路。
因為群像暫時離艦而自行操控「伊401」，與「金剛」引領的圍剿艦隊交戰中。在探明金剛的旗艦裝備，準備逃脫時遭到「妙高」以艦身重損為代價連發的超重力砲擊穿克萊因力場，船腹遭到命中。雖然受到重損，不過在眾人努力下仍勉強撐下去，艦身狀況穩定後尋找藏身處等待群像與日向支援。艦身著底後，隨即準備迎擊追殺過來的海霧艦艇，卻發生引擎室冒出瓦斯的狀況，因此決定重新構築通道救出受困的伊織。艦身大半修復後因偵測到大量塔納特尼姆反應而被迫即時啟航。之後發現潛入並幫助他們的「足柄」和「羽黑」，給予她們80％的奈米物質使心智模型回復原尺寸，並藉此控制她們行動，要求她們協助作戰直到下一個計畫到的陸地再放行。
在「OPTION艦」成功擊沉「那智」後便浮出水面並齊射彈藥向海底甲烷水合物攻擊，用空蝕現象妨礙「金剛」行動後在彈射出三架晴嵐攜帶侵蝕彈頭攻擊，艦身本體由船員代為控制。此舉遭「金剛」斥責把身為海霧陣營的尊嚴都捨棄，伊歐娜卻回應過於自認高貴的自尊已經不是尊嚴而是傲慢，並成功轟沉「金剛」。得知「松島」大破正在下沉後，原本與船員們想前往救援並無視「足柄」的勸阻，但由於遭到群像要求撤離海域照預定計畫進行，並收到最後的指令：「從現在開始一切由伊歐娜指揮」，加上「日向」表示會與「雪風」代替他們前往救援，伊歐娜忍痛放棄搶救撤離海域。
在掩護「白鯨」進入太平洋的戰役中不敵「長門」，並且被貫穿艦身而沉沒海底。直到群像趕來並且以魚雷將其喚醒，一開始掃描時偵測到兩個群像時以為自己也產生幻覺，可為了讓對方回收其船員而再上浮後卻發現群像本尊與小群像先後從同樣浮上水面的潛艇以上現身，加上小群像稱群像本尊為父親令其精神大受打擊。
當「俾斯麥」來襲時，帶上小群像回其剩餘的艦體。
目前待在柱島，並且獲「大和」批准重建艦身。
在九年前「伊401越洋計畫」千早翔像的出航儀式時，便關注到前來送別父親的群像。
喜歡群像，更在劇場版中歸隊後，還是回到群像身邊。
範本為舊帝國海軍伊四〇〇型潛艦二號艦伊401。
橿原杏平（聲優：白石稔／宮下榮治）
「伊401」的水雷長，皮膚黝黑，臉上經常戴著護目鏡，喜歡看動畫和碳酸飲料。和群像等人是國立海洋技術綜合學院的同學，綜合評價測試中總成績總是在200名左右，但炮術和水雷方面成績一直在10名以內。
在「伊401」與「金剛」的艦隊交戰中，因發生引擎室冒出瓦斯的狀況，準備前往引擎室救出伊織。確認伊織被「足柄」和「羽黑」救出後在「足柄」協助下回復管理火控系統。
得知「松島」大破正在下沉後，原本與船員們想遵照伊歐娜的意志前往救援，但由於伊歐娜遭到群像要求撤離海域照預定計畫進行，被迫放棄搶救撤離海域。
在「伊401」被「長門」擊中的一瞬間，因伊歐娜強化艦橋的隔板而保住一命，而且大部份損傷都得以復原。
八月一日靜（聲優：無／東山奈央）
「伊401」的聲納官，負責的職務為聲納、感測器等。在故事開始的8個月前上船，目前僅有她為中途加入的船員。
外表看似羸弱文靜戴眼鏡的黑髮少女，實際上卻是個戰鬥技巧優秀且經歷豐富的特種部隊，連職業軍人也被她耍著玩，有一套印著愛心骷髏頭盔的戰鬥服。非常喜歡研究超自然现象。隨身還帶上父親給予的衝鋒槍。
得知「松島」大破正在下沉後，原本與船員們想遵照伊歐娜的意志前往救援，但由於伊歐娜遭到群像要求撤離海域照預定計畫進行，被迫放棄搶救撤離海域。
在「伊401」被「長門」擊中的一瞬間，因伊歐娜強化艦橋的隔板而保住一命，而且大部份損傷都得以復原。
據她的自述，似乎是台灣人，除父母外還有個哥哥，全家都是特種部隊出身。廣播劇CD中提到她本來是在艘由台灣航向日本的船上，但該船遭「日向」擊沉，在漂流的過程中被「伊401」救起而成為船上的一員。
織部僧（聲優：杉田智和／松本忍）
「伊401」的副艦長。合乎邏輯與常識的判斷為其特徵。習慣戴著完全遮住臉部的面具，對外宣稱是因為過敏，實際情況不明，直到漫畫第144話才首度露出真面目。
興趣為製作簡報與目錄等書面資料。和群像及天羽琴乃是青梅竹馬，亦是國立海洋技術綜合學院的同學，綜合評價測試中總成績一直排在第4位。
在第四設施事件當中負責與外界聯絡。
得知「松島」大破正在下沉後，原本與船員們想遵照伊歐娜的意志前往救援，但由於伊歐娜遭到群像要求撤離海域照預定計畫進行，被迫放棄搶救撤離海域。
在「羽黑」協助下管理維生系統。
在「伊401」被「長門」擊中的一瞬間，因伊歐娜強化艦橋的隔板而保住一命，而且大部份損傷都得以復原。
四月一日伊織（聲優：豐崎愛生／津田美波）
「伊401」的輪機長，專門負責艦上維修保養等機械事務，亦是四月一日重工的預定繼承人。與伊歐娜的交情很好，經常黏在其身邊。性格開朗，與男性談話很自然，認為自己不被男生當異性看。胸圍似乎是E罩杯。和群像等人一樣來自國立海洋技術綜合學院，最後一次的綜合評價測試中總成績排在第5位。
在「伊401」與「金剛」的艦隊交戰中，引擎室與艦橋的通道阻斷，為了確保引擎運作且避免增加伊歐娜的運算負擔決定繼續留在原地。「伊401」著底後引擎室冒出瓦斯，雖然穿上防護衣與面具但仍不保險。「伊401」再次航行後因不明原因昏迷與艦橋失聯，被闖入的足柄和羽黑撞見而意外獲救。經急救後狀況已穩定下來，但意識仍未清醒，之后被送回岸上統制軍綜合醫院接收治疗并软禁，但獲「雾岛」将其偷偷带出医院，以後在父親與群像和伊歐娜等人之間選擇後者，目前與「榛名」和「雾岛」一同趕到「伊401」所在並得知小群像的存在。
高雄（Takao，聲優：佐藤利奈／沼倉愛美）
原海霧艦隊東洋方面巡航艦隊第一艦隊所屬重巡洋艦。
身材苗條留有藍色長髮的心智模型。在名古屋外海與「伊401」交戰且被擊退，因此對千早群像開始有好感並對人類的優異戰略感到興趣，主動脫離了指揮系統並登陸函館嘗試接觸人類社會，期間意外與群像母親－千早沙保里接觸並相處一段時間，但在離開時看到門牌才知道她的身份。
曾見證「霧島」與「榛名」研究讓艦船合體，最後卻吐嘈為何一開始不使用模擬的方式研究合體。
在函館街道上散步時被伊400、伊402攔截，接受了總旗艦「大和」的命令「接近千早群像」，但未同意必要時殺害千早群像的命令。亦曾被「伊402」帶到「伊401」買來的高級大樓401號單位，並發現貼滿群像圖片（包括其小時）的「伊401」私人房間。
私底下非常喜歡群像，還常抱著印有群像模樣的抱枕，藉由交戰時得到的情報找到了群像的秘密基地硫磺島，被「日向」准許進入，停留期間曾創造與小伊歐娜類似的小女孩型高雄。
有傲嬌的性格，被伊402戲稱傲嬌重巡，想請群像擔任自己艦長時也因這個性格而弄巧成拙。直到「俾斯麥」來襲時才在伊歐娜介紹以下當上群像的座艦。
後成功與日向和群像等人組成蒼藍艦隊一起行動，擔任控制假的伊401回到橫須賀港、矇騙日本陸軍的任務。計劃進行的中途被佐爾坦盯上，因為還要同時操控假的伊401，無法運用所有演算能力而陷入苦戰。雖靠自身已進步的戰術以及獲得伊402的幫助而一度逆轉，但致命一擊的超重力砲因佐爾坦情急之下動用的「鏡像系統」而失敗，重損的艦體遭到鏡像系統逸散的重力波毀滅，但心智模型與核心在伊402的提醒下即時脫離，隨後因伊401成功狙擊摧毀奶牛迫使佐爾坦撤退而免於被毀。
核心被「伊402」搶先回收並送交「大和」，「大和」與「琴乃」在告訴了她心智模型的成因後給她繫上兩個緞帶，一旦她對大和露出些許叛逆心態便會惡搞她的髮型。根據「鳥海」的說法，她已成為「擊沉俱樂部」的永久榮譽會員。。
目前在伊402以自由為交換條件的前提下，與伊402和瑞鶴同住，用「青樹高雄」的假身分進入國立海洋技術綜合學院就讀，目地是阻止榛名與霧島對第四設施事件的調查。雖然是回家社，但仍然在學校內擁有超高人氣，不僅有親衛隊還有塞滿鞋櫃的情書（後者都被高雄社社員處理掉）。
在看海的時候被「伊402」告知「伊400」捕獲到「摩耶」的聲紋正在接近橫須賀，被要求晚餐時討論作戰計畫。
在東京灣重獲艦身時被「愛宕」以「回憶水雷」突襲而強制以第三者觀點觀看群像初遇「伊401」的時刻，認為是「榛名」她們的所為而相互指責。及後得知為了成為群像的座艦而魔改艦內的內裝。
學園祭前4天被「伊402」引導进入过第四設施，進而成為當事者「大和」、「伊402」以外最先得知第四設施事件真相（的一部份）的海霧艦艇。以後還在「榛名」與「霧島」的協助下抓住偽裝為她並且設置「回憶水雷」的「愛宕」，而且將後者打包帶走。
在學園祭中帶上姊妹艦「愛宕」一同執行「伊402」所託的守護設施任務，藉由現場無初始化的奈米物質生成艦載高射炮制止「榛名」她們深入第四設施，但當奈米物質的事實被識破後只得開始向建築物內部撤退，即使如此仍然找來「霧島」恢復心智模型以後脫下的熊玩偶「與太郎」外皮作“人質”，直到「大和」與「琴乃」批准「榛名」她們也一同進入第二甲板。
在將四月一日伊織從統制軍綜合醫院帶出時亦有前來迎接。
以後從舊銚子港率先再度出海，本想直接前往柱島尋找千早群像時偵測到「只有功率極大但無意義」的訊號波而朝著「伊401」所在處前進，卻因而在人類潛艇以上遇上小群像。從「伊401」介紹小群像為群像之子後先是將演算力全都用於腦妄想以上，然後死心不息的詢問小群像的父親是誰，終於在小群像稱父親之名為千早群像以後精神到了極限、連帶波及其艦身自我崩解。。
當「俾斯麥」來襲、群像登上艦橋的艦長席位時，心智模型就在其前方右側接受其指示。
Newtype2014年2月號十大女性人氣角色排行獲得第3名，動畫大賞2014各部門獲得女性角色獎第七名。
範本為舊帝國海軍高雄級重巡洋艦之首高雄。
501
潛艦，高雄原本的僚艦。在與伊401交戰時，連結在高雄的船底擔任探測的工作，探測範圍可以到達大戰艦級。在交戰中被「伊401」拆解自「日向」的超重力炮擊毀。
范本为日本帝国海军从纳粹德国海军获得的伊501。
日向（聲優：無／藤田咲）
前海霧艦隊東洋方面巡航艦隊第二艦隊旗艦，大戰艦級。於故事開始前就在與伊401的交戰中被十二枚侵蝕魚雷擊沉。
被擊沉後，心智模型與核心被「伊401」收回，作為保護「伊401」的母港——硫磺島的存在。
裝備的超重力砲與其他組件也被打撈回收，超重力砲裝備上了「伊401」做為備用的底牌，其他設備如主砲、艦橋等，則被改裝成硫磺島的防禦設施。
這些設施在「伊401」最後一次回歸硫磺島時，被「日向」還原成奈米物質，做為修復「伊401」艦體的材料。
心智模型是穿白袍戴單邊眼鏡的學者風格女性。有百合傾向，對擊沉自己的伊歐娜懷有不正常的崇拜與戀慕，稱伊歐娜為「姐姐大人」；至於對千早群像卻是十分直白的厭惡。「長門」知曉她是浪漫主義者，必然會盡力讓千早群像與「伊401」重逢。。
重度機械愛好者，對機械有深厚的了解，「伊401」的維修皆由她負責，由超重炮艦附掛上「伊401」的超重力砲也是由她操控；而且設置在「白鯨」的通訊機亦是她的手筆，因而可竊聽「伊401」與「白鯨」之間的通話，可即使及後重返海霧陣營亦無反過來用以洩密。
在「伊401」不在的期間為解悶而製造出大量的機器人，在硫磺島被攻擊時利用這些機器人擊退陸軍，但撤退時忘了關閉自動生產工廠，由於這些機器人的原料是地底的岩漿，故能近無限的生產，導致硫磺島被機器人佔盡。但當重返硫磺島時，獲一眾機器人供奉為聖母。
目前為了能脫離「金剛」率領的第一艦隊特遣隊的追蹤，臨時造出微型潛艇「松島」與群像暫時離開「伊401」前往「白鯨」，途中經過她艦身被擊沉的地點，在該處收集與她一起被擊沉的兩艘驅逐艦的殘骸以執行某秘密計畫。
登陸「白鯨」後群像將真實的振動魚雷樣本與數據移交給艦長駒城，隨後收到了「伊401」遭攻擊的訊息而與群像再度離艦返航。「伊401」重損後暫時協助伊歐娜演算修復。為協助伊歐娜修復艦身要離開「松島」而將控制移交群像，並準備起用回被擊沉的地點時所做的「OPTION艦」。在「比叡」即將追蹤到群像時跳出海面強制要求聊天妨礙，並爭取足夠的時間把重構成的艦體運來，被「比叡」察覺後將僅完成的一門主砲展出，雙方同時向對方心智模型開火。由於事先將核心脫離藏在海底，計算能力沒受砲擊影響，但心智模型與殘存艦體皆全毀，因此將計算能力全面協助「伊401」和「OPTION艦」運作。沒想到被「雪風」發現並得知「伊勢」即將到來後立刻請求將她帶走離開，似乎對姐妹艦相當畏懼。期間得知實際上「大和」並未把蒼藍艦隊視為叛徒的存在，但「雪風」仍舊不公開「大和」下達的命令，不過能確定請求幫助蒼藍艦隊並不違令，因此成功要求「雪風」靠近交戰區域的位置。
得知「松島」大破正在下沉後，為了讓伊歐娜避免陷入危險並遵照群像的命令，自願表示會替她找出群像，並說服「雪風」協助。在搜索過程中「雪風」卻收到「大和」要求帶著「日向」與「比叡」核心撤離的命令，儘管「日向」不斷向兩位懇求暫緩或把她留下，但「大和」完全沒有再回應，「雪風」也無法違令，「日向」只能悔恨地被「雪風」強行帶走。
「日向」的核心被送往「長門」那，被還原了艦身與心智模型，並受命代替「金剛」成為第一巡航艦隊旗艦，雖然對於能獲得如此待遇感到不解，但明白追問也沒用暫停打聽的念頭，隨後被姊妹艦「伊勢」飛撲擁抱。
以後派「伊勢」去驅趕擅自前來的北美艦隊，並且藉其把「列星頓」船體拖回來以掩飾任務失敗引來更多問題而將其禁足柱島。但其實亦想藉機得知「鳥海」的動向。
率領的第一巡航艦隊來到硫磺島視察可否用作艦隊錨地並且回收機器人與「足柄」、「羽黑」兩者的心智模型時，從「伊勢」通訊中得知「金剛」與群像的孩子的存在。及後其感想在群像本尊喚醒伊歐娜與「高雄」朝向「伊401」所在處時都一語成讖。
以後由於在意「俾斯麥」而緊急穿過津轻海峡。期間從「妙高」得知「那智」捕捉到魚雷爆炸聲以後，說服「妙高」那是未爆彈爆炸，為群像喚醒「伊401」打掩護。直到「金剛」（小）前來時，將第一巡航艦隊旗艦之位奉還給她，自己脫離第一巡航艦隊，追擊「俾斯麥」。
範本為舊帝國海軍伊勢級戰艦二號艦日向。
超重炮艦SGCS-01「嚴島」、SGCS-02「橋立」
取自「日向」原本的重力子引擎打造的炮艦，艦體成六角柱型，接受「日向」的控制，作為「伊401」的附加組件，與「伊401」結合後能射出超戰艦等級的超重力炮。在與「金剛」一戰中雖然無被「金剛」擊中過，但是下落不明。
名稱源自一戰前日本聯合艦隊的松島級防護巡洋艦嚴島號與橋立號。
微型潛艇「松島」
「日向」為了執行「OPTION艦」製造計畫而造出來的微型潛艇。其主要功能為「伊401」與補給艦的中樞艦，搭載「三笠戰術系統」。在與「金剛」一戰中，遭即將沉沒的「金剛」以最後炮擊重創，加上雙雙沉沒時「金剛」以整個艦艏撞擊而被完全摧毀，操作它的群像卻被「金剛」撞擊那瞬間暗中擄走。
名稱源自一戰前日本聯合艦隊的松島級防護巡洋艦松島號。
「OPTION艦」
參考日向的旗艦裝備製造的作戰系統，以奈米材料和碳纖維增強複合材料構成。其運作需由「嚴島」、「橋立」與「松島」三艦組合，具體作用不明。
響真瑠璃（聲優：豊崎愛生／无）
原為「伊401」的聲納員，右眼下有顆痣，在與海霧艦隊大戰艦日向對戰後因不明原因離開了艦艇，現為統制海軍少尉，17歲。
喜歡兼仰慕著千早群像，也因此對名草有主的群像感到難過。似乎知道群像的弱點。
與群像等人在國立海洋技術綜合學院時是同學，最後一次的綜合評價測試中總成績排在第3位。
目前在潛艦「白鯨」上擔任聲納官。
在進入太平洋的戰役中，最先察覺到「伊401」已被擊沉。以後「吸血鬼」來電時，認為應該跟其航行。在「吸血鬼」的心智模型登艦時，察覺到其從別艦借來演算力，並因而得知琴乃仍然“活著”。
被阿得米拉提密碼單從圖像就察覺到其裁決者的氣息。
駒城大作
援護「伊401」的「白鯨」潛艦艦長。讓響以觀察員的身分上了艦艇，後邀請她擔任主聲納官。
與「伊401」合作，對海霧艦隊取得了人類的第一場勝利。之後經常與「伊401」一起行動，支援其作戰計畫。
自稱為「蒼藍艦隊的一員」，並決定介入重巡「反擊」與大戰艦「威爾士親王」的戰鬥，讓「反擊」能趁隙和僚艦「吸血鬼」逃離攻擊。以後因而得到「反擊」派「吸血鬼」轉交的來信，但完全無察覺到來信具備竊聽功能。
雖然得知群像行蹤不明的消息，但由於第一巡航艦隊已停止動作，並收到「伊401」他們會把敵人引開要求繼續原定的作戰，因此聽從指示繼續朝美國前進。
緊貼著，得知失去401、又被海霧驅逐艦逼到絕境，因壓力而不知如何判斷。這時其心意傳達到「反擊」並引發其攻擊第二艦隊。以後獲「吸血鬼」聯絡，並跟隨其航行，終於抵達美國。
對響有好感。

## 日本政府
上陰龍二郎（聲優：無／置鮎龍太郎）
統制軍軍務省次官補，後升任次官。對「伊401」提出了將振動魚雷樣品及設計圖等資料送往美國的委託。
在群像等人身上下了政治上的賭注，因此在橫須賀海戰過後發言權大為增加，趁機要求首相批准振動魚雷運送計畫及讓北良寬下台的請求。
在「伊401」被擊中失訊的消息傳出後立刻上報給信義，同時也報告「白鯨」與「吸血鬼」接觸和可疑海技轉學生刑部榛名的事。認為刑部真有意調查第四設施事故，加上先前發現「高雄」潛入海技的事，向信義取得監視此事的許可。
以後海技學園祭，與日本三位分散首都首相一同進入第四設施第二甲板，並發現天羽琴乃仍然「活著」。
當阿得米拉提密碼發表全球宣佈後，正在車上安排其向全球生命下達了新的命令的政府解釋時遇上「霧島」，並邀請她上車。但亦向「霧島」說明別破壞醫院，作為替代而準備了催眠瓦斯。
在「金剛」以總旗艦代理與日本政府會見時亦有出席。
庫魯茲·哈德（聲優：無／木内秀信(劇場版)）
在海霧艦隊的海上封鎖中被迫永久停留的駐日美軍海軍陸戰隊指揮官，軍階為中尉，現屬於統制軍。
在「伊401」擊沉「長良」，進入長崎佐世保港補給時，曾企圖以蛙人潛入的方式武力奪取「伊401」。
看似吊兒啷噹而有些討人厭，不過領導能力很強，且對詳細事務十分了解，認真起來相當可靠。
現在率領部下以「預防萬一的陸戰隊」的理由待在「白鯨」上。直到「吸血鬼」登艦會議登陸位置時，以美國人的角度說明陸戰隊就是為了應對美國扣押「白鯨」時幫助眾人逃跑而上艦。當「白鯨」抵達聖地牙哥時，還找來「吸血鬼」向駒城說明陸戰隊藏在中樞艦的任務。
劇場版中為在美國本土出現的軍官，上陰龍二郎的朋友，階級為中校，振動彈頭量產計畫指揮官。
浦上博
統制海軍中將，戰術技術局局長。個性豪爽，為翔像的至交。目前以觀察員的身分待在「白鯨」上。
刑部真
日本北部分散首都－札幌首相兼三峰司令，基因改造計畫的實驗體。
輩份上算是蒔繪的哥哥，但是據說兩人是同一培養槽出來，並沒有血緣關係。常常說自己恨刑部博士，但實際上是刻意被調整成沒有感情的個體，說恨只是「開玩笑」而已。
因為基因調整的副作用，消化系統缺乏酵素，故吃東西時必須同時服用帶有酵素的膠囊。
認為「第四設施事故」的背後有著不尋常的問題，但東京政府對此嚴格保密，札幌與長崎政府都對該事件的真相一無所知。這時剛巧蒔繪遇上「榛名」等海霧心智模型，就以「查清楚千早群像的過去，或許就可以了解他的思維」為理由，說服「榛名」對此展開調查，並給予推薦函幫她順利潛入海技。
立夏
生化人，在刑部蒔繪登上「摩耶」時，由刑部真派遣並负责陪护和看守蒔繪。
據稱能換上戰鬥用軀體。
北良寬（聲優：無／斧アツシ）
眾議院議員，原為大海戰的戰鬥人員，海上自衛隊出身，在陸上自衛隊的請求下出面擔任陸自出錢拜託海自建造的飛彈驅逐艦「秋津丸」號的艦長。
戰後轉入政界發展，成為得到陸軍支持的重量級議員，被上陰稱為一度有機會問鼎首相之位的強硬派；但實際上是位長期抑制不明瞭海霧陣營危險性的陸軍暴走的穩健派。並因十分照顧中下階層的民眾而在民間享有「須要幫忙就找北議員」的名聲。
其實從大海戰後一路親眼目睹人類的衰退，因此對一切感到苦惱，這都被阿得米拉提密碼藉由經驗法則識破。
為楓首相「大海戰」時的直屬長官，與千草群像的父親翔像也是舊識，九年前「伊401越洋計畫」中的反對派，認為讓國內僅存的貴重人才送上意圖不明的海霧艦艇實在風險太大，但面對眾多海軍將領仍無能阻止，只能在翔像啟程前祝他一帆風順。
在「伊401」問題上站在上陰的對立面，曾一度挾持群像等人要求交出「伊401」，但由於「榛名」「霧島」襲擊橫須賀而釋放他們；後來為收拾陸軍發生擅自攻擊刑部邸內心智模型的失態出面與總理交涉，以從政界退場為條件交換讓陸軍執行強襲硫磺島的作戰，但在目睹奪回的「伊401」為假貨的事實後，坦然地承認年輕人的世代來臨並接受敗北。在辭職前留給上陰龍二郎「兵者，國家大事。死生之地、存亡之道，不可不察也。」一席話。
硫磺島事件後僅保留選舉議員身分地過著半隱居生活，但在與登門拜訪的「伊402」接觸後接受其求援，還找來陸軍負責漁貨接收任務，促成了海洋綜合技術學院學園祭的舉辦。
以後海技學園祭，與日本三位分散首都首相一同進入第四設施第二甲板。
在「金剛」以總旗艦代理與日本政府會見時亦有出席。期間在議員宿舍從「伊402」帶來的章魚燒談到國力、未來、收音裝置的議題，進而得知「伊401」已被擊沉。
動畫版中被描述成無氣度的負面人物。
楓信義
日本中部分散首都－東京首相，是北良寬在大海戰時的副官，千早翔像則是僚艦艦長，三人熟識。
海上自衛隊出身，大海戰之前原本已經退伍，但是在退伍後又被北良寬招募到「秋津丸」號上擔任副官，因此在大海戰中其實是以陸上自衛隊的身分參戰。
在戰爭中受了幾乎致死的重傷，現在需要依靠醫療器材維生，並以腦機界面與外界溝通，所坐輪椅具備機械腿功能而可上落樓梯。
收到上陰報告「伊401」被擊中失訊的消息認為「金剛」的艦隊仍在戒備應不能斷言擊沉，而對可疑海技轉學生刑部榛名的事認為刑部真不太可能會做出背叛日本的行為而不予阻止。
在「金剛」以總旗艦代理與日本政府會見時亦有出席。
依田
公安三課，在發現四月一日伊織與海霧艦艇（伊401）接觸後，前去四月一日家帶其去接受調查。
四天桃花
日本分散首都－長崎首相，首次登場於校慶。
鷺宮桐子
外務省情報調查室成員。
在將四月一日伊織從統制軍綜合醫院帶出時為私人時間。

## 海洋技術綜合學院
糸鹿咲良
「高雄」的學妹，高雄社社長，聲言這是保護「高雄」免不肖之徒騷擾的社團。即使「高雄」無提過卻知道第四設施。
社員包括懂摔角的格鬥類運動社員、懂吹箭的傳統武術研究會社員以至下咒的魔法社員，而且全員全在咲良身後瞬間現身。而事實上，高雄社的社員都與第四設施事件的被害者有關。
其兄長是第四設施事件被害者，直到學園祭當天成為第一個完成修復開始醒來的遇難學生。
學生會長
個子高大，被眾人戲稱為大猩猩學長。雖反對舉辦校慶，但還是主持其開幕式。

## 英國
莫里斯勛爵
本作虛構英国首相，獲陛下及國會就與千早翔像所率領的緋色艦隊結盟之事的全部處理權，亦是翔像在政治上的效法對象。
成為首相以前是政府的隨伴員，曾經前往日本六次，亦曾有機會喝過抹茶。
翔像帶上「武藏」前來而范臨艦隻時，就與翔像在甲板以上得知裁決者的存在，並且獲得有關文件。
以後轉到倫敦唐寧街10號冾談，最後說明英國接受翔像的提案，並特意保留桌上的牌局。
直到阿得米拉提密碼發表全球宣佈不久，從亞契家的密函得知千早提督的死訊。一番回想後，下令將當時桌上的牌局搬過來，並在揭牌後說出翔像贏了牌局。
黛蜜翠雅
本名「貝爾里涅塔·維耶拉」，亦被「俾斯麥」稱為亞契郡主、塞德理克稱為射水閣下。
自始至終都將「俾斯麥」視作朋友。
目前所知自從被不可思議的光芒所照射後，年齡便不再增長。然後在第二次大戰末期在柏林獲英軍保護，並且帶到英國，活了一個世紀以上。
其動向全都交由10號決定。
認識克雷特，以至到變成阿得米拉提密碼；並曾經不明原因憎恨她，現在卻是憐憫她。
「俾斯麥」追殺翔像及「武藏」起改為登上「俾斯麥」，知曉那是在重現克雷特的憤怒。
當「俾斯麥」揚言其下一個目標是群像時，她也展開其行動，但亦感嘆自己與克雷特同為亂世之女。
賽德理克·莫森
搭乘「武藏」的隨軍記者，獲報社交代專跑心智模型的新聞，本名在樸茨茅斯軍港交代。
對於能見證發射大口徑艦炮感到振奮。
先前亦提出採訪黛蜜翠雅的申請多次，但都以失敗告終。
首先登場於千早翔像在英國發表演說時，並且為「武藏」心智模型的降臨而感嘆。
「俾斯麥」追殺翔像及「武藏」起改為登上「俾斯麥」。及後證實千早提督的死訊是由他向公司公佈。

## 美利堅合眾國
安傑拉斯·里德·高斯
又稱「總裁」。
居住在舊金山灣區的一座摩天大樓，同時是阿得米拉提密碼的藏身地之一。
對於書本有著與情報掛鉤的見解。
似乎有著感覺得到裁決者氣息的能力。
以後與阿得米拉提密碼在塞凡堡會合，並且帶來自加百列總統有關抵達美國的「白鯨」的情報。
奧古斯塔·加百列
本作虛構美国总统，被「南達科他」稱為小百。
「白鯨」進聖地牙哥港當晚即離開華盛頓。

## 柱島
小群像
參見上文「蒼藍艦隊」
田中網
遺留在柱島的人類之一，目前在植物栽培工廠種植農作品。
其實亦是遺留在柱島的新春潮型潛艇的艦長。
因淨水系統損壞而遇到小群像，並開始懷疑先前視海霧陣營為敵的想法。
得知群像本尊如何被帶到柱島救治感到驚訝，但還是帶群像到37船塢的新春潮型潛艇，並協助其找來24名乘員，但同時說明他得維護柱島的設備而不能離開。
五十山田
群像逃離柱島時，新春潮型潛艇的艦長。
本來是遺留在柱島的新春潮型潛艇的副艦長，因網留在柱島而接任艦長之職。
操作潛艇離開柱島以後協助群像找回沉落海底的「伊401」，並按照群像指示對其雷擊。
當潛艇被「霧島」等海霧艦艇包圍、可下屬將海霧陣營不攻擊的矛頭指向千早群像時，斥責他們胡說居心叵測的話題。

## 海霧艦隊
阿得米拉提密碼（Admiralty Code）
本名克雷特·海克瑟·安多瓦利。海霧艦隊正在尋找的神祕密碼，別名「失落的敕命」，似乎是心智模型的原型，海霧艦隊的最高指揮，能夠與所有的心智模型同時共鳴，並能一瞬間重啟失控的大戰艦級核心。同時亦是這顆行星的現任裁決者。
海霧陣營攻擊人類艦隊，把人類驅逐出海洋就是來自它的命令。從表面上下落不明，海霧艦隊內部正在四處搜尋它的下落，實際上藏身於舊金山灣區與塞凡堡等與高斯相關的地方，並且給予他從財富到不必交流就舒適生活的自由。
過去認識黛蜜翠雅、出雲薰等人，其中被黛蜜翠雅稱為愛哭鬼。據其所稱，現在她還失去了感情，卻被「俾斯麥」所重現。
在所有裁決者，她是極少數察覺到自己就是裁決者的人。但亦認為自己只是瑕疵品。
在千早群像最终恢复前现身於小群像眼前，使用纳米物质完全修复了群像本尊的身体后道出自己的本名，之后在太空電梯向群像交代了关于众多线索和要让其成为“海洋之王义务的人”后再次消失。
與漫畫版不同，劇場版的阿得米拉提密碼必須由大和與武藏兩人傳達，所以在大和沉没後，武藏就成了總旗艦，而武藏也利用這點來號召海霧艦隊。
在外傳中暗示外貌可能是一个穿着宇航服的人物；让千早群像最终恢复时也是如此着装。带有海雾标志的耳环和吊坠，並隨身帶著六具不明的浮游裝置，控制納米物質時會浮現出魔法陣的效果。
以後出於某種感情尚存前往日本的出雲家，並以大海戰後出生的克雷特曾孫女名義拜訪，期間獲贈出雲薰留下的書信、照片錦集；然後隨即現身第四設施第二甲板，並且在說明自己沒有人類時期的人格時，向全球生命（包括進化為智慧生命體的海霧艦艇）下達了新的命令——向她展現如何通過鬥爭展示存續的可能性，接着藉再次消失的方式傳送到塞凡堡。
以後從高斯得知抵達美國的「白鯨」的情報，其中特別注意到響真瑠璃的存在。以後為了與真瑠璃見面，向高斯暫別後再次藉消失方式傳送到聖地牙哥海軍基地並且潛入美國海軍當中。

### 總旗艦艦隊
大和（聲優：無／中原麻衣（劇場版））
海霧艦隊總旗艦，超戰艦級。十七年前曾經神秘失蹤，沒有任何海霧戰艦知道她去了哪裡，直到兩年前才帶著心智模型回歸。
心智模型為穿著白色禮服的棕髮少女，長相與群像的青梅竹馬——天羽琴乃一模一樣的女性，似乎與天羽琴乃有著某種的關係。
「伊402」將「高雄」帶上艦後心智模型與琴乃現身與她會面，透露了心智模型的成因後給她繫上兩個緞帶，一旦她想逃回蒼藍艦隊便會惡搞她的髮型，被高雄暗罵「腹黑總旗艦」。
曾與「武藏」交手，原因不明，翔像在戰鬥中倒在武藏的甲板上伊歐娜的心智模型也是在此時成形。
在「雪風」協助「日向」搜救群像途中突然對她下達帶著「日向」與「比叡」核心撤離的命令，而且無視「日向」暫緩命令的懇求，原因不明。
艦上曾有「大和」與天羽琴乃兩人，一開始尚未完全明瞭兩人之間的關係，「大和」也只提及是以天羽琴乃作为心智模型的原型。琴乃後來因不明原因離開艦上，使「大和」因此感到寂寞。
而“天羽琴乃”则和“爱宕”来到横须贺并迁入海洋技术学院，並指示「愛宕」與「高雄」阻止其他海雾舰调查第四设施事件。藉由其種下的“生命之樹”所結成的特殊球狀物治療被奈米物質所包裹的第四設施事件受害者，稱已經被奈米物質覆蓋的第四設施地下為其“贖罪之地”。最終「大和」和「天羽琴乃」在第一個遇難學生完成修復開始醒來時，批准「高雄」她們也一同進入第二甲板，見證「大和」和「天羽琴乃」為贖罪之地獻上生命之樹。同時亦將日本三位分散首都首相召喚過來，從而解釋了當年的事件。
於劇場版中，“大和”只有一個心智模型，且更傾向支持海霧陣營與人類共存。但因千早翔像的死而與「武藏」意見分歧並大打出手，最後不忍出手攻擊武藏而被武藏擊沉，十多年後才被伊歐娜解放核心重生，並與伊歐娜聯手擊敗了武藏，在精神空間中，大和以阿得米拉提密碼的名義向所有海霧戰艦發出了最後的命令：所有的海霧戰艦從此以後要以自己的意志生存下去，自此下落不明。
範本為舊帝國海軍大和級戰艦之首大和。
伊400（聲優：悠木碧／日高里菜）
海霧艦隊諜報部隊，「伊401」的姊妹艦，但與後來朝攻擊特化的「伊401」不同，作為總旗艦直屬偵查艦，仍保有相當高階的探測能力。
在霧島與榛名襲擊橫須賀的同時，為了傳達「大和」的命令而與失蹤的「高雄」進行了接觸。心智範本與伊歐娜相似，並與「伊402」合稱倆人為「聯合核心」的搭載艦。
受「大和」的命令而四處遊走，秘密跟蹤「榛名」、「霧島」、「摩耶」與刑部蒔繪。確認「摩耶」進入東京灣後心智模型駕駛一架晴嵐與「伊402」和「瑞鶴」匯合。
捕獲到「摩耶」的聲紋正在接近橫須賀並把訊息告知「伊402」，期間一度遭受「摩耶」的威嚇射擊。
以後代「伊402」引導「瑞鶴」與「赤城」將漁貨轉交日本陸軍。
範本為舊帝國海軍伊四〇〇型潛艦一號艦伊400。
晴嵐
伊四〇〇型潛艦能特別搭載的艦載水上噴射攻击机，能外掛一枚魚雷，其浮筒也具備推進能力。海霧陣營雖然有能力自製艦載機，但因為飛機沒有克萊因力場保護，性能也受限，因此沒辦法壓制人類的防空武器而放棄使用，不過「伊400」與「伊402」仍將其復原以防萬一。
範本為舊帝國海軍開發的晴嵐攻擊機。
伊402（聲優：悠木碧／山本希望）
海霧艦隊諜報部隊，「伊401」的姊妹艦，但與後來朝攻擊特化的「伊401」不同，作為總旗艦直屬偵查艦，仍保有相當高階的探測能力。
作為跟隨「大和」造訪第四設施的同行者，成為第四設施事件的目擊者以及知道其為心智模型故鄉的真相。
在霧島與榛名襲擊橫須賀的同時，為了傳達「大和」的命令而與失蹤的「高雄」進行了接觸。心智範本與伊歐娜相似，並與「伊400」合稱倆人為「聯合核心」的搭載艦。
受「大和」的命令而四處遊走，在途中參與了「高雄」、「伊401」與佐爾坦的戰鬥，把戰敗「高雄」核心與心智模型回收至「大和」上。受「大和」要求將密件傳遞給「瑞鶴」。
目前與「高雄」化名待在橫須賀港，負責監視潛入海洋技術學院的「高雄」，在完成與當地居民接觸的工作後和「瑞鶴」匯合，得知她早已上岸過的事情。之後像媽媽一般負責照顧「高雄」與「瑞鶴」的生活起居，模擬的太徹底而被她們調侃。
因為是同型艦，所以在與人類溝通時，可以直接複製使用伊歐娜上傳至戰術網路的經驗。
收到了「伊400」捕獲到「摩耶」的聲紋正在接近橫須賀的消息後通知「高雄」，要她晚餐時做戰術討論。
為了取得人類協助選擇與北寬良接觸，雙方經過一番交談後終於取得信任願意進一步交涉，為了製造引誘「榛名」前往第四設施的機會好逮到她們並不造成多餘傷亡，想到了運用學園祭的計謀。同時轉而接觸上陰次官，了解何謂高雄社的同時，察覺到他倆雙方都受到群像的感化。
學園祭前4天带上「高雄」进入过第四設施，並且指示她守護第四設施。以後學園祭指揮「高雄」與「愛宕」制止「榛名」她們深入第四設施，直到獲「大和」與「琴乃」批准「高雄」她們也一同進入第二甲板時代為轉發訊息。。
當阿得米拉提密碼發表全球宣佈後，向前來視察戰後的第四設施的「金剛」詢問她是否隸屬總旗艦麾下為前提與其直接交談。不久作為「金剛」以總旗艦代理與日本政府會見時的隨從。同時為北寬良帶來章魚燒作慰勞品。
範本為舊帝國海軍伊四〇〇型潛艦三號艦伊402。
霞
隸屬總旗艦艦隊・第二水雷戰隊的驅逐艦。
驅逐艦本身並沒有能力產生心智模型，在「大和」旁擔任護衛。在「高雄」被「伊402」回收至「大和」上並被修復不久後一度被她駭入劫持，但最後仍被「大和」強制解除救出。
範本為舊帝國海軍朝潮型驅逐艦十號艦霞。
雪風
隸屬總旗艦艦隊・第二水雷戰隊的驅逐艦，被「大和」稱為優秀的驅逐艦。
驅逐艦本身並沒有能力產生心智模型，但後來「大和」分2％計算能力給她才得以出現，是日式風格打扮的小女孩。
受「大和」的命令，秘密展開跟蹤群像與「日向」的任務，過程中發現了「吸血鬼」企圖暗中與人類潛艦「白鯨」聯繫。
在「比叡」受重創封閉檢測時將其核心回收，經過「日向」核心藏身處後亦準備收走遭拒，但對「日向」說出「伊勢」即將到來後反而被請求盡快帶走。期間告訴了「日向」實際上「大和」並未把蒼藍艦隊視為叛徒的存在，但仍舊不公開「大和」下達的命令，不過能確定請求幫助蒼藍艦隊並不違令，因此答應「日向」靠近交戰區域的位置。在「松島」發生為難時雖然答應「日向」協助搜救群像，但因途中被「伊201」阻撓而不成，加上收到「大和」下達帶著「日向」與「比叡」核心撤離的命令，由於無法違令只好無視「日向」請求撤離海域，之後到「長門」把「日向」的核心交給她們。
範本為舊帝國海軍陽炎型驅逐艦八號艦雪風。本作登場艦艇中唯二未在二戰期間或戰後被損毀的軍艦。
翔鶴
海域強襲壓制艦，與「瑞鶴」關係很好。心智模型為一身電競服裝的小女孩，長相與「瑞鶴」略為相似，首度登場時還配備一身戰術裝備、護目罩並且手持FN F2000戰術型模樣的氣槍。
「赤城」知曉她是老套的傲嬌。
曾經與「瑞鶴」約定一起組成電競隊伍，在北美電競Frontier League拿冠軍，然後以獎金開一間Vtuber的經紀公司，過無憂無慮日子。然而「瑞鶴」完全忘記用任何手段聯絡。
在這以前所有比賽都自己一艦分飾一支隊伍所有隊員參賽（最多一次對上128名對手組成的隊伍），直播中的語音靠自己改變聲音和腔調從頭說到尾，但其實自己亦感到寒酸。
利用所有在遊戲當中培養的匿蹤技術瞞過「加賀」，擅自進入橫須賀港尋找「瑞鶴」，並乘她垂釣時現身教訓沒有回來的她一頓。以後察覺到「武藏」正受到海霧陣營的攻擊。
範本為舊帝國海軍翔鶴級航空母艦之首翔鶴。
瑞鶴
海域強襲壓制艦。心智模型為喜歡模仿古代日本人作風的小女孩，興趣是在閒暇時捕撈海產。
收到由「伊402」送來的「大和」密件後將其吞噬並執行上面託付的機密任務，詳情不得而知。
目前在橫須賀港協助「伊402」監視「高雄」，被「伊402」識破其在「大和」的命令範圍外私下上岸與人類接觸過數次，平時以游泳或海底散步來回港口與艦上。
雖然海霧陣營已全面廢除航空機的編制，但是身為航空母艦，對艦載機依然十分感興趣，看到「伊400」使用的晴嵐非常興奮，立刻要求借用去嘗試拖網捕魚。
在「伊402」開始嘗試與人類進一步接觸時被下達捕魚禁令，一度非常沮喪。直到為了幫助籌備海洋技術學院學園祭的物資而解禁並被要求打撈一萬噸的海產，由於量實在太多因此調度「赤城」支援。
範本為舊帝國海軍翔鶴級航空母艦二號艦瑞鶴。
赤城
海域強襲壓制艦。心智模型為穿著巫女服的黑長髮少女，會朗誦萬葉集詩歌。
被調度來支援「瑞鶴」運載漁貨，有台蜈蚣型機器人協助其工作。參考「那智」聲納陣列佈署聲納群，因此偵蒐能力很強，以此技術與「瑞鶴」交換捕魚技巧。
在海岸暫為人類發電期間因「伊402」的預告而先後遇見過「金剛」的兩款心智模型（大與小），並且得知其孩子的訊息。此外亦曾見過「翔鶴」進港時對其不顧而去，向「加賀」回報此事，並指示「瑞鶴」與「翔鶴」聽從其指揮。。
範本為舊帝國海軍赤城号航空母舰。

### 東洋巡航艦隊

#### 第一艦隊
金剛（聲優：桑島法子／尤加奈）
海霧艦隊東洋第一巡航艦隊，「黑之艦隊」旗艦，大戰艦級。心智模型是穿著黑色禮服頭髮綁成兩束的金髮女子，喜歡待在艦橋頂與海鷗玩耍，討厭無法使用大部分武裝的潛航模式。
對似乎另有盤算的「大和」與千早翔像抱持懷疑的態度。
橫須賀港攻擊事件之後故意解開對日本的包圍網，讓日本陸軍能順利登陸硫磺島進行作戰。
然後即時再度形成包圍網，並由挑選出特遣隊圍殺「伊401」。在工作艦「明石」協助下拆卸超重力砲換上「旗艦裝備」。「旗艦裝備」配有大量形似鳥居的部件，啟動後會產生強大的空間異變與訊息干擾妨礙偵查，海面上也會出現巨大龍捲風遮蔽視線。根據「日向」解釋，「金剛」的「旗艦裝備」是艦隊成員召喚系統，能把自己旗下所屬的艦艇召喚至身邊出動，不過即使是海霧陣營也沒有能力將整個艦身時空轉移，只能轉移核心；而形似鳥居的部件實際上就是類似於超大型的3D印表機，能用奈米材料迅速產生新的船身，再植入轉移過來的核心就能出動，越大型的艦艇就要花越多時間構築船身（大戰艦約15分鐘），因此時間拖越久就越有利。「日向」推測「金剛」極可能會召喚她的姐妹艦－大戰艦「伊勢」。
在群像暴露「松島」位置後決定同時擊沉兩艦並開始召喚「伊勢」，並準備召回「榛名」與「霧島」接管艦隊，但因「長門」願意派「陸奧」代理而作罷。
召喚「伊勢」以後，在沒有重新裝上超重力砲以下就解除旗艦裝備並且恢復為戰艦形態，並且命令艦隊改為輪型陣型，完全以消滅千早群像為優先。
與「伊401」決戰時遭「晴嵐」空襲而大破，在即將沉沒之時對「松島」發動最後一擊，雙雙在沉沒的過程中藉剩餘的艦艏撞擊暗中擄走群像，之後獲「明石」帶回柱島重建心智模型及艦身。
心智模型恢復之后向「鳥海」提到是在被击败一瞬间听到一个谜之声“抓住未来之钥”后才决定救下群像。這事先後對「伊402」與「鳥海」說過，但都尚未說明過一瞬間模擬未來而看到的結果。為小群像誕生以後的「母親大人」之一。心智模型與艦身獲「鳥海」修好後遞出擊沉俱樂部申請書做感謝，然後前往海洋技術學院視察，這時心智模型服裝改為更方便運動的短袖熱褲模樣。
當阿得米拉提密碼發表全球宣佈後，視察戰後的第四設施時遇上「伊402」，被其詢問是否隸屬總旗艦麾下以後獲准與其直接交談。
目前一邊成為總旗艦在日本的代表，一邊再利用多餘的部分產生另一個相對較小的心智模型，行動變得以保護孩子為優先，而且從「日向」收回第一艦隊。
使用範本為舊帝國海軍金剛級戰艦一號艦金剛。
比叡（聲優：無／M・A・O（劇場版））
心智模型為穿著學生服，面貌與「金剛」略為相似帶著眼鏡的長髮女孩，手上戴有學生會長的臂章。帶領特遣隊隨「金剛」一起前往圍殺「伊401」。
從各種舉止都隱喻是姐控。
重視紀律，對於「伊401」破壞了海霧艦隊的「美麗的聯合體」而導致「日向」、「高雄」叛離，「霧島」、「榛名」失敗感到憤怒。
為了模仿人類的「自治」系統，而讓自己和自己的部下都扮成學生會的模樣，認為這是最適合維持秩序的系統。
其超重力砲搭載了狙擊系統，可藉由超重力砲單元的引導，使得能量軌跡任意變向，從而對目標進行跟蹤打擊。
為完成「金剛」的戰略決定離開艦隊獨自迎擊「松島」。在即將追蹤到群像時被「日向」跳出海面強制要求聊天妨礙，察覺到有隱情後被「日向」用僅完成的一門主砲瞄準而即時採取反制行動，雙方同時向對方心智模型開火。受重創後封閉檢測時被「雪風」回收核心而自己仍不知情。
第98話在柱島已證實獲恢復心智模型，這時為一身護士裝束，亦因而得知小群像的存在與群像本尊已復活。以後被「陸奧」、「伊勢」認為已經被群像影響，導致本來的價值觀不復存在。
範本為舊帝國海軍金剛級戰艦二號艦比叡。
妙高（聲優：無／福原綾香（劇場版））
妙高四姊妹的長女，心智模型形像為右眼帶著眼罩狀的射擊照准工具、左手戴護甲的短髮女性，整體外形上較同級艦成熟一些。
「比叡」的下屬，稱呼「比叡」為「學生會長小姐」。圍殺「伊401」的特遣隊成員。
配備了雙管超重力砲。
在「伊401」突進探查到「金剛」的旗艦裝備時，以艦身嚴重受損為代價連發超重力砲，成功重創「伊401」。但本身也因受損嚴重被「金剛」強制命令退出戰線以策安全。後來作為艦隊中唯一的可動艦前往確認失去聯繫的「比叡」的狀況而脫離了決戰圈。該戰過後為海霧學生會唯一倖存艦，變得有點神經質。
「日向」重返海霧陣營並受命代替「金剛」成為第一巡航艦隊旗艦後一直監視她防止她逃脫，期間來到硫磺島監督對機器人的回收。
直到「俾斯麥」來襲時先是因「金剛」（小）來了而驚訝，而這時「日向」提到「金剛」（和「鳥海」）與群像的孩子的存在更令她倍受精神衝擊。
範本為舊帝國海軍妙高級重巡洋艦之首妙高。
那智（聲優：無／佐藤聰美（劇場版））
妙高四姊妹的次女，心智模型形像為綠色磐髮的少女，性格沉穩，大部分時間都端坐在特大號的坐墊上，圍殺「伊401」的特遣隊成員。
搭載著極強的聲納系統，有艦隊的耳目之稱，相對的沒有超重力砲；在與「足柄」一起搜索伊401的行蹤時利用音響魚雷找到了停在海床上的「伊401」。但隨機應變能力差劣被兩度利用，先是在「伊401」主動發動的突襲中被其複雜的戰術所迷惑並遭到狙擊，因「羽黑」的捨身阻擋才逃過一劫，但最後仍遭到欲奪去第一艦隊索敵能力的千早群像以超重力炮艦炮擊擊沉，核心下落不明，遺言是：「各位……我對不起你們……」。
第136話從「妙高」證實恢復艦體，心智模型改為一為和服，並且被借給單冠灣艦隊；然而「俾斯麥」仍然突破其戒備線。
範本為舊帝國海軍妙高級重巡洋艦二號艦那智。
足柄（聲優：無／三森鈴子（劇場版））
圍殺「伊401」的特遣隊成員，妙高四姊妹的三女。心智模形外形為黑長直頭髮少女，在被「比叡」強制穿上學生服前的服裝風格為大正時代的女學生褲裙裝，在髮側別有卡通造型的狼頭髮飾；在與「羽黑」一起在海底活動的穿著為和服。
性格好勝、衝動莽撞的武鬥派，在搜索「伊401」時揚言用侵蝕魚雷炸翻整片海域，並在艦隊發現「伊401」的行蹤時冒進地進行追擊，結果在不但因伊歐娜的戰術被迫退回海面，也使此讓整個艦隊喪失其行蹤。
在「伊401」發動第一次突襲時的正在艦隊旗艦「金剛」附近接受補給，果斷地終止補給並全速趕到「金剛」身邊，結果捨身擋下「伊401」的攻擊而沉沒，在船身解體的過程中向非特遣隊成員的「愛宕」懇求協助阻止「伊401」。沉到海底後用剩餘的奈米物質組成女童尺寸的臨時心智模型活動，從鯊魚口中回收了「羽黑」共同行動。但隨即遭到受創座底的「伊401」的衝撞。在因此進入「伊401」艦內後發現了情況危急的伊織，因不甘心讓「伊401」在自己討回面子前被擊沉而伸出援手。稍後被以俘虜的身分帶往艦橋，被伊歐娜以提供構成心智模型的奈米材質與戰後恢復其自由的條件換取協助，在與「金剛」的決戰中被指派協助杏平管理火控系統。
在群像遭擊沉時，阻止了伊歐娜不顧後果趕往搭救的舉動，事後與「羽黑」一起被送到硫磺島，直到「日向」率領的第一巡航艦隊來到硫磺島連機器人帶兩名心智模型回收，可還是與「羽黑」留在硫磺島，指揮機器人整修以前「伊401」所用的地下船塢。
範本為舊帝國海軍妙高級重巡洋艦三號艦足柄。
羽黑（聲優：無／五十嵐裕美（劇場版））
妙高四姊妹的么妹，在四人中外形最為年幼，右手戴護甲的雙馬尾紅髮小女孩，對「比叡」強制的學生會制服頗有微詞，但凡有逃脫的機會就會主動脫離戰鬥；在與「足柄」一起在海底活動的穿著為短擺和服。
在「伊401」發動第一次突襲時為了掩護「那智」而被擊沉。其核心因釋放訊號被鯊魚誤食所幸被「足柄」找回，吵鬧一番後因自嘲兩人是「笨蛋姊妹」差點被怒稱「光榮的妙高級沒有笨蛋」的「足柄」扔出去。之後借用「足柄」的奈米物質重組心智模型並一同誤入「伊401」艦內。在救助了昏迷的伊織後，與足柄一道以俘虜的的身分提供運算能力操艦，決戰時協助僧管理維生系統。事後與三姊足柄一起被送到硫磺島，直到「日向」率領的第一巡航艦隊來到硫磺島連機器人帶兩名心智模型回收，可還是與「足柄」留在硫磺島，指揮機器人整修以前「伊401」所用的地下船塢。
在失去船體後顯得相當膽小，而被足柄挖苦說『妳還真的是出外一條蟲耶』。
範本為舊帝國海軍妙高級重巡洋艦四號艦羽黑。
伊勢
「日向」的姊妹艦，大戰艦級，心智模型面貌與「日向」略為相似。在「日向」被擊沉後重新編入「金剛」麾下的第一艦隊。在「金剛」與「比叡」帶著特遣隊離開時代理第一艦隊旗艦。
在「金剛」派出「比叡」迎擊「松島」後，同意「金剛」的詢問，接受旗艦召喚。很愛吃巧克力，非常疼愛「日向」，「日向」回歸海霧陣營後隨即熱烈擁抱，但亦因而被「日向」所害怕。
對於千早群像態度複雜，一方面企圖殺掉他，一方面卻擔憂會因而被「日向」所恨。
被新旗艦「日向」派去驅趕擅自前來的北美艦隊，本來與「列星頓」對峙中，卻沒想到對方心智模型暗中離開船體並與「U-2501」聯手偷渡成功。任務失敗自覺無臉見「日向」因此把「列星頓」船體拖回來充作戰果，沒想到會引來更多問題而被「日向」臭罵一頓並且禁足柱島，但亦因而得知小群像的存在與群像本尊已復活，遇上小群像時更是有什麼東西覺醒，並推測到「鳥海」或／和「金剛」教小群像稱本尊為父親。
接受「鳥海」代理柱島的拜託以後，目前模樣比起禁足柱島更像是在柱島渡假，監督「榛名」艦體的重建時還有空與「日向」概念傳達並將小群像的存在洩露給她。以後亦諷刺「比叡」被群像改變。
範本為舊帝國海軍伊勢級戰艦之首伊勢。
長良
輕巡洋艦級，沒有心智模型。在佐賀縣鹿島市沿海攻擊日本政府輸送新兵器「振動魚雷」用的S.S.T.O發射台時，與受上陰委託保護發射台的「伊401」交戰，被侵蝕魚雷擊沉，核心下落不明。
範本為舊帝國海軍長良級輕巡洋艦之首长良。
最上
種類不明，為監視日本外海的艦艇，是「金剛」的下屬艦艇。
以後轉為東洋第二巡航艦隊，詢問「陸奧」是否亦攻擊音響魚雷，被其拒絕。
範本為舊帝國海軍最上級重巡洋艦之首最上。
曉
圍殺「伊401」的特遣隊成員。在「足柄」強襲「伊401」失敗後，與三艘姊妹艦一起隨「那智」執行廣域搜索。
範本為舊帝國海軍曉級驅逐艦曉。
響
圍殺「伊401」的特遣隊成員。本作登場艦艇中，唯二未在二戰期間或戰後被損毀的軍艦。
在「足柄」強襲「伊401」失敗後，與三艘姊妹艦一起隨「那智」執行廣域搜索，在「那智」對她們下令的對話中可知道「響」對於「足柄」的蠻幹頗有微辭。
範本為舊帝國海軍曉級驅逐艦二號艦響。
雷
圍殺「伊401」的特遣隊成員。在「足柄」強襲「伊401」失敗後，與三艘姊妹艦一起隨「那智」執行廣域搜索。
範本為舊帝國海軍曉級驅逐艦三號艦雷。
電
圍殺「伊401」的特遣隊成員。在「足柄」強襲「伊401」失敗後，與三艘姊妹艦一起隨「那智」執行廣域搜索。
範本為舊帝國海軍曉級驅逐艦四號艦電。
知床
圍殺「伊401」的特遣隊成員，待在艦隊旗艦「金剛」附近擔任艦隊的補給艦。在「足柄」強襲「伊401」失敗後，替「足柄」補充彈藥。
範本為舊帝國海軍知床級艦隊油船一號艦知床。
明石
心智模型穿著工作服的小女孩。圍殺「伊401」的特遣隊成員，替「金剛」進行「旗艦裝備」的著裝並拆下其原本的超重力砲，完工後載著原超重力砲的零件與其他非作戰艦群暫時脫離戰鬥海域，在「金剛」被擊沉後重整了失去指揮的艦隊，並回收千早群像帶回柱島，與「鳥海」感情不錯。
範本為舊帝國海軍明石號修理艦。
伊18
突然出現在圍殺「伊401」的戰鬥海域，行動與目的皆不明，只確定是在艦隊旗艦「金剛」換裝並啟動「旗艦裝備」後才出現。
範本為舊帝國海軍伊16級潛艇二號艦伊18。
伊15
在「伊18」現身於圍殺「伊401」的戰鬥海域不久緊接著出現，行動與目的皆不明，只確定是在艦隊旗艦「金剛」換裝並啟動「旗艦裝備」後才出現。
範本為舊帝國海軍伊15級潛艇一號艦伊15。
伊22
「伊401」突圍探查到「金剛」的「旗艦裝備」後發現正被製造中，完工後立刻被金剛緊急出動追擊。
範本為舊帝國海軍伊16級潛艇四號艦伊22。
伊201
「雪風」答應「日向」協助搜救群像時從前者左舷現身並發射魚雷攻擊，被「雪風」以海錨抓住後集火擊沉。
範本為舊帝國海軍伊二〇一型潛水艦（潛高大）之首伊201。
古鷹
重巡洋艦，由「妙高」在穿越津輕海峽時所提及。
範本為舊帝國海軍古鹰级重巡洋舰之首古鷹。
扶桑
大戰艦，由「妙高」在穿越津輕海峽時所提及。穿過海峽以後由「日向」決定以其為中心，組成環形陣。
範本為舊帝國海軍扶桑级战列舰之首扶桑。
山城
由「日向」所提及作穿過海峽以後的帶頭艦。
範本為舊帝國海軍扶桑级战列舰二號艦山城。

#### 第二艦隊
長門
前海霧艦隊總旗艦，現任海霧艦隊東洋第二巡航艦隊旗艦，大戰艦級。心智模型為穿著日式和服的女性，一共有兩具主要心智模型，登場時身邊總是出現大量櫻花瓣。
擁有作為總旗艦資格的G編碼三角核心，個性沉穩，不容易被欺騙，連千早翔像都很忌憚。
之后在阻止401进入大平洋的战斗中，已經識破401最完善的策略，並乘401上浮將其擊破。
以後指示「陸奧」返回柱島修好船體，必要時加入柱島的防衛，之後加入「最上」的隊伍。
範本為舊帝國海軍長門級戰艦之首長門。
愛宕
「高雄」的姊妹艦，心智模型的樣貌與「高雄」十分類似，但身體較為年幼並留著短髮。被「長門」派遣觀察圍殺「伊401」的情況。
在「足柄」被伊歐娜擊沉後請求她來協助攻擊阻止「伊401」攻擊旗艦「金剛」，起初不同意但最後仍被說服，在潛航模式發射128枚侵蝕彈頭猛攻「伊401」，其猛烈的飽和攻擊戰術被「伊401」的乘員們形容為「跟「高雄」如出一轍」。相當重視與「高雄」的姊妹艦關係，以帶著敵意的語氣稱「伊401」是拐走「高雄」姐姐的壞蛋，及後亦展示其對群像的敵意。
「比叡」與「日向」遭「雪風」回收後不久被「長門」告知取消觀察任務，並要她在七小時內隱密前往東京灣，表現好就不懲罰她違令的事。
來到橫須賀後轉往陸上行動，並與「大和」以姊妹身份會面。之後潛入海洋技術學院，一方面偽裝成姊妹艦「高雄」，並暗助「伊402」阻止「榛名」她們調查第四設施事件，期間還對雙方設置「回憶水雷」，但被「高雄」在「榛名」與「霧島」的協助下抓住。以後學園祭當日與「高雄」聯手，藉由第四設施現場無初始化的奈米物質制止「榛名」她們深入第四設施，但由於實戰經驗不足導致先被「榛名」識破而改為拖延戰術，以後仍然失手被「霧島」抓住，直到「大和」與「琴乃」批准「榛名」她們也一同進入第二甲板。
在將四月一日伊織從統制軍綜合醫院帶出時亦有前來迎接。
以後從舊銚子港跟著「高雄」再度出海同時試圖阻止她尋找千早群像，然而不成，結果「高雄」因小群像為群像之子而變得頹喪時一邊支撐著她請她振作起來、一邊怨恨地斥責著“原凶”千早群像本尊。
當「俾斯麥」來襲時，受「高雄」指示保護新春潮型潛艇。及後隨著戰況激化，受群像所託帶著新春潮型潛艇撤回柱島。
範本為舊帝國海軍高雄級重巡洋艦二號艦愛宕。
陸奧
「長門」麾下的大戰艦。在「伊勢」同意「金剛」召喚後，被「長門」派往第一艦隊暫代旗艦。心智模型為日式武士模樣的女性，一共有兩具主要心智模型，分別持有大弓與武士刀，在艦隻上登場時身邊總是出現大量雪花；而換上便裝時，分別會寫有「弓」與「刀」的大字以便識別。
配備了強力的鎖定光束，而且有著操縱海中水溫、鹽分濃度和水密度，從而偽裝為海霧驅逐艦的能力，艦身配備光束軍刀的機械臂可受使用武士刀的心智模型聯動操作。
之后在阻止401进入大平洋的战斗中，一度迫使401下潛，但第二次交戰時面對401的音響魚雷陣時迫得下潛，發現401目標是「長門」時試圖回防卻被401打擊導致克萊因力來到臨界點；緊貼著“反击”参战，雖然全力迎擊以至試圖斬裂彈頭，但仍被由“吸血鬼”引导的纳米材料弹道导弹重创，這時才發現海霧陣營出現其他攻擊他倆的艦艇，並感嘆這是狼狽的勝利。目前待在柱島，由於不算被擊沉而無法加入「擊沉俱樂部」，可她不在乎。
範本為舊帝國海軍長門級戰艦二號艦陸奧。
島風
「長門」麾下的驅逐艦。高速驅逐艦，被「長門」調度過來對付蒼藍艦隊。
範本為舊帝國海軍島風號驅逐艦。
不知火
第七哨戎艦隊，在阻止401进入大平洋的战斗中最接近「白鯨」的海霧艦艇。
即使「陸奧」被重創仍不死心，但還是跟掉了「白鯨」與「吸血鬼」。
範本為舊帝國海軍陽炎型驅逐艦二號艦不知火號驅逐艦。
時雨
即時警戒艦隊警戒艦，最先確認到菲律賓海域有大型飛行物體（彈道導彈）發射。
範本為舊帝國海軍白露型驅逐艦二號艦時雨號驅逐艦。

#### 特遣艦隊
榛名（聲優：無／山村響）
原海霧艦隊東洋第一巡航艦隊所屬大戰艦，現在屬特遣艦隊並擔任旗艦。
心智模型是有金髮的雙馬尾，穿著與身型不符的大衣，如果不是主動脫下的話個性會變得十分懦弱。雖然由大衣裹著，其實是個面容漂亮的心智模型。
興趣是收集人類的語言。探測能力比「霧島」好。
性格隨和，因此多半由性格強勢的「霧島」主導作戰。但是在目睹刑部藤十郎的死亡之後，個性出現了極大的改變。
與「霧島」一起襲擊了横須賀軍港，在本體被「伊401」與「白鯨」聯手擊沉後，心智模型帶著自身與「霧島」的核心逃離，昏迷時遇到刑部蒔繪，並成為朋友。但其實已經把蒔繪當成自己的女兒。
由於在刑部家一事被發現，使得刑部家成為陸軍的攻擊目標。在陸軍襲擊刑部宅邸前被「摩耶」確認為旗艦。
因為目睹刑部藤十郎的「死」而產生了極大的情緒波動，其核心無法理解這種感情而嚴重混亂並失控，將與她連結在一起的重巡「摩耶」開啟至全面作戰狀態，要把三座分散首都全部摧毀，不過在最後一刻被「阿得米拉提密碼」強行阻止並重啟核心。
在刑部宅邸事件結束後，與「霧島」、「摩耶」一起往函館見蒔繪。認為蒔繪是因為憎恨海霧陣營才對她們避不見面，但在與蒔繪互相坦白之後決定一起離開。
由於第一艦隊正與「伊401」交戰中，考量到蒔繪的安全，判斷現在並非歸隊的時機，在刑部真的建議下，決定延遲歸隊並開始調查與千早群像密切相關的「第四設施事故」的真相；學園祭當天面對被「愛宕」與「高雄」阻止，提出先把「愛宕」抓住的計謀，並且在與「愛宕」交手中識破第四設施現場的奈米物質都無初始化，直到獲「大和」與「琴乃」批准「高雄」她們也一同進入第二甲板。後在蒔繪建議下，加入蒼藍艦隊。
將摩耶的艦體停靠在東京灣，心智模型準備走陸路潛入橫須賀。帶著刑部真的推薦函並化名為刑部榛名潛入海技，目前已逐漸擺脫了對於大衣的依賴。
以後帶上四月一日伊織與「榛名」再度出海並一同朝著「伊401」所在處前進並遇上小群像，一開始就為「霧島」解釋孩子之意，得知小群像的母親大人為「金剛」及「鳥海」後雖然精神亦受到衝擊，仍然請「霧島」冷靜。。
當「俾斯麥」來襲時，得到「霧島」防禦系統的控制權。
範本為舊帝國海軍金剛級戰艦三號艦榛名。
霧島（聲優：無／內山夕實）
原海霧艦隊東洋第一巡航艦隊所屬大戰艦，現在屬特遣艦隊。
心智模型有一頭棕色短髮。趁著「金剛」還未到達之前襲擊了横須賀軍港，想一口氣和「榛名」一起篡奪打倒「伊401」的機會。有著對手越是反抗越是興奮的殘虐性格。
曾受到超級戰隊系列的合體機器人所影響，與「高雄」、「榛名」研究讓艦船合體，並且研究出利用兩艘大戰艦的超重力砲排成一直線從而令其威力接近兩倍的效果。
在攻擊橫須賀時被千早的戰術欺騙露出破綻，在與「榛名」使用合體超重力砲時就被「白鯨」以侵蝕魚雷偷襲，超重力砲的力場失控而全艦湮滅，還連帶波及到「榛名」。
雖然心智模型隨艦體一起毀滅，不過核心成功脫離，被「榛名」的心智模型回收後，利用「榛名」提供的奈米材質變為小女孩型態並套上刑部莳繪的熊玩偶「與太郎」（暗諷其為笨蛋）作為偽裝，在發現了蒔繪的特異後計畫將之帶往海霧艦隊；但不久熊玩偶偽裝亦被蒔繪識破。及後心智模型已還原，所穿便裝以上還印有熊玩偶的頭像。
由於第一艦隊正與「伊401」交戰中，考量到蒔繪的安全，「榛名」判斷現在並非歸隊的時機，因此對金剛表示因缺乏艦隊而會延遲歸隊。
後在在刑部真的建議下，對金剛以調查『與千早群像密切相關的「第四設施事故」的真相』為理由報備，繼續待在日本沿岸活動；學園祭當天面對被「愛宕」與「高雄」阻止，同意「榛名」先把「愛宕」抓住的計謀，並且在得知第四設施現場的奈米物質都無初始化以後率先用以還原其心智模型，可由於還未習慣還原後的身軀加上衝動而屢屢被機關擊中，好不容易抓住「愛宕」卻發現「榛名」才不為其回收熊玩偶「與太郎」的外皮而被「高雄」用以威脅自己，直到獲「大和」與「琴乃」批准「高雄」她們也一同進入第二甲板。在真亦來到第二甲板時，為調查中派不上用場致歉。
受到「愛宕」的「回憶水雷」影響而得知四月一日伊織的過去，學園祭前夕藉「榛名」名義，偽裝為禮品潛入統制軍綜合醫院探望四月一日伊織。從「島海」得知其船體重建完成以後，與上陰次官交易以下，以「與太郎」型態將伊織從統制軍綜合醫院帶出。
以後帶上四月一日伊織與「榛名」從舊銚子港再度出海並先抵達柱島，不久改為朝著「伊401」所在處前進並遇上小群像，一開始並不看好群像之子，直到得知其母親大人為「金剛」及「鳥海」、精神受到衝擊以後才懂得欣賞這名外甥，然後向「榛名」全力吐嘈並且不在乎中間夾帶問題發言。。
當「俾斯麥」來襲時，拖曳「伊401」的艦橋。當「俾斯麥」首發為超重力砲時，被「榛名」評為與其很合得來。
範本為舊帝國海軍金剛級戰艦四號艦霧島。
《Newtype》動畫大賞2014各部門獲得吉祥物賞第一名。
摩耶（聲優：無／MAKO）
原海霧艦隊東洋第一巡航艦隊所屬重巡洋艦，現在屬特遣艦隊。
心智模型為喜歡唱歌和彈奏樂器的黑髮少女，性格則比較孩子氣。
在陸軍攻擊襲擊刑部宅邸前將「榛名」確認為特遣艦隊旗艦但亦因被其認為太吵而關機。
刑部藤十郎死後，被核心失控的「榛名」控制火控系統，全艦開啟至全面作戰狀態，準備摧毀三座分散首都。因在最後一刻被「阿得米拉提密碼」強行斷開連結而制止了。
目前為調查與千早群像密切相關的「第四設施事故」的真相，把艦體停靠在東京灣，心智模型準備走陸路潛入橫須賀。
但不久又與刑部蒔繪及其護衛立夏返回艦體，並在「高雄」、「伊400」前來時接受蒔繪指示以主炮作威嚇射擊。
學園祭前4天受「霧島」所命向「伊400」施壓。
「高雄」帶上四月一日伊織再度出海時曾經見面。
範本為舊帝國海軍高雄級重巡洋艦四號艦摩耶。

### 遠東艦隊
威爾斯親王
海霧艦隊遠東艦隊的旗艦，大戰艦級，奉命封鎖東南亞近海。
在千早翔像的演說後，打算回應在大西洋的大戰艦「胡德」的號召，率領麾下艦隊前往對付千早翔像，因而與堅持應遵守「阿得米拉提密碼」命令的「反擊」鬧翻，正在追殺「反擊」中。
範本為英國遠東艦隊英王喬治五世級戰艦二號艦威爾斯親王。
反擊
海霧艦隊遠東艦隊的戰鬥巡洋艦，心智模型是一個戴眼鏡的女僕，一開始奉命封鎖東南亞近海。
然而在千早翔像的演說以後，堅持應堅守「阿得米拉提密碼」的命令，而與旗艦「威爾士親王」鬧翻，與僚艦「吸血鬼」被追殺，岌岌可危時獲「白鯨」所救。
目前與「吸血鬼」躲在一個不知名的小島整備中。相較於脫離「威爾士親王」的果斷，對於「吸血鬼」提出的「與人類接觸」展現害羞膽小的一面。
後來把本身24.5823％的運算能力分給「吸血鬼」使其產生心智模型，代替自己去與「白鯨」見面，以後其心智模型在藏身處處於類似宿醉到快要死掉的情況。隨著「吸血鬼」改從「大和」获得2%的运算能力維持其心智模型，自身的心智模型亦恢復正常。
通过「吸血鬼」向「白鯨」转达了一封密信，提到感谢救命之恩，如果有需要会鼎力协助，可信件亦帶有竊聽功能。在“白鲸”进入太平洋的战役，在“吸血鬼”的怂恿下，為了掩護“白鯨”而发射一枚纳米材料弹道导弹“All the best to you”，再由“吸血鬼”导引下，用以重创了“陆奥”，帮助“白鲸”脱出包围。以後對自己作出背叛海霧陣營深有愧疚，期初原想到柱岛向“大和”赎罪，但“吸血鬼”在与“白鲸”交流时，受到前者的鼓勵，让其一起跟随“白鲸”前往美国。
範本為英國遠東艦隊名望級戰鬥巡洋艦二號艦反擊。
吸血鬼
海霧艦隊遠東艦隊所屬的驅逐艦之一，奉命封鎖東南亞沿海。當「反擊」脫離東洋艦隊時，隨之一起脫離。稱呼其為「主人」。
原本沒有心智模型，後來為了與「白鯨」接觸，藉由「反擊」所分出的24.5823％的運算能力產生心智模型，外表是個有著吸血鬼牙齒的小女僕。
在沒有心智模型時，時常與「反擊」對話，語氣相當毒舌，不管在誰的面前都會毫不在意的批評「反擊」，但另一方面認為自己與裁決者合得來。
建議「反擊」去與救了她們的人類聯繫，後來代替害怕人類的「反擊」前往與駒城艦長等人見面。
利用自爆魚雷的震波發現並與「白鯨」取得聯繫，對駒城艦長帶「反擊」寫的親信與確認駒城當時幫她們的原因後就又離開了，不過走時又發現自己忘了問駒城的名字。
之后和琴乃达成交易，改从其获得2%的运算能力維持自己的心智模型，以後仍然作為「反擊」的下屬執行監視“白鯨”的行動。在“白鲸”进入太平洋的战役察覺到「不知火」發現「白鯨」，说服了“反击”参战，之后引导“反击”发射的纳米材料弹道导弹，重创了“陆奥”，還散播401模樣的誘餌；之后和“白鲸”联系，引导“白鲸”穿过第二舰队的包围，进入太平洋，一邊與駒城艦長協議以後之事而讓其心智模型長期登在「白鯨」以上，另一邊亦让“反击”也要跟随。
到了北美海域對上「南達科他」時，藉「威爾斯親王」的叛變導致遠東艦隊戰力下降，請求北美艦隊派遣所屬艦隊支援，但被「南達科他」識破。即使艦種差距極大以致艦體嚴重受損仍然以艦炮優先攻擊「南達科他」的心智模型，以及藉琴乃的演算力優先修復艦炮。「白鯨」進聖地牙哥港時把其船體固定在附近。
目前已經登上美國本土。
範本為皇家澳洲海軍V級驅逐艦吸血鬼。

### 北美艦隊
列星頓
北美艦隊所屬的海域強襲壓制艦，現任旗艦。心智模型是留長髮的學者，熱愛閱讀與研究，本來存放艦載機的飞机库被堆滿書籍與科學儀器，似乎愛喝咖啡。
認為「金剛」圍剿「伊401」的動作太過緩慢，因此自行率領艦隊前去支援以求速戰速決。途中被「U-2501」攔截，其目的被得知後遭阻止，而以賦予學位之名要測試佐爾坦·史塔克的戰術實力是否有資格讓她們撤退。「U-2501」即速下潛後發射大量火箭助飞鱼雷攻擊卻被重高壓魚雷干擾後暫時跟丟，於是叫「弗萊徹」與「拉德福」加入反潛作戰，並請「紐澤西」戒護周邊避免還有別的緋色艦隊成員干擾。
之后在与“伊势”对峙时，放弃自己的船体，请求登上「U-2501」后，偷偷地绕过东洋巡航舰队的防线，一起前往横须贺「遠足」，並且以「列可絲」的假身份與佐爾坦等潛入海技學園祭遠距離跟蹤刑部真與四天桃花，船體則被「日向」拖回去柱島充作「戰果」。
曾经上过岸，在看到人类关于历史的书籍后有感，去到與其同名的列克星敦的大学担任过教师，因此船上存有大量物资作为与人类交涉的资本。
範本為美國海軍列星頓級航空母艦之首列星頓（CV-2）。
紐澤西
北美艦隊所屬的大戰艦，與「列星頓」用概念傳達通話過，討論如何應付「U-2501」。在「列星頓」與「U-2501」交戰並跟丟她後被要求戒護周邊避免還有別的緋色艦隊成員干擾。
範本為美國海軍愛荷華級戰艦二號艦紐澤西（BB-62）。
弗萊徹
北美艦隊所屬的驅逐艦，偵查到「U-2501」的動向將訊息回報旗艦「列星頓」。在「列星頓」與「U-2501」交戰並跟丟她後被要求加入反潛作戰。
範本為美國海軍弗莱彻级驱逐舰之首弗萊徹號（DD-445）。
拉德福
北美艦隊所屬的驅逐艦，偵查到「U-2501」的動向將訊息回報旗艦「列星頓」。在「列星頓」與「U-2501」交戰並跟丟她後被要求加入反潛作戰。
範本為美國海軍弗萊徹級驅逐艦拉德福號（DD-446）。
南達科他
北美艦隊第四戰術巡航艦所屬的大戰艦兼現任旗艦，同時被任命為加百列的夥伴，被其稱為無名老將。兩具心智模型分別為短髮的毛衣女性與長髮的無袖女性，前者何時何地都帶上國際象棋。
以後其中一身毛衣的心智模型回到艦體帶領艦隊伺候「吸血鬼」，一開始就察覺到「吸血鬼」以上的心智模型以及其掩護「白鯨」的行動，並對其發出猛烈的攻擊，以至不惜犧牲自己的艦體，一舉攻擊「吸血鬼」。這時發現「吸血鬼」得到「大和」的演算力，加上「信濃」亦加入白令海海戰的情報，便收起砲火撤退，並且指示艦隊以「白鯨」為中心形成包圍陣營；而無䄂的心智模型則藉喝茶安撫加百烈。
範本為美國海軍南达科他级战列舰之首南達科他（BB-57）。
彭薩科拉
「南達科他」伺候「吸血鬼」時被下令維持原樣。
範本為美國海軍彭薩科拉级重巡洋舰之首彭薩科拉（CA-24）。
北安普敦
「南達科他」伺候「吸血鬼」時被下令維持原樣。
範本為美國海軍北安普頓级重巡洋舰之首北安普頓（CA-26）。
華盛頓
「南達科他」伺候「吸血鬼」時在遠處等候。以後報告「反擊」前來。
範本為美國海軍北卡罗来纳级战列舰二號艦華盛頓（BB-56）。

### 未確定所屬
胡德
大戰艦，千早翔像在英國發表演說後決定前往討伐而號召數艘艦艇支援包含「威爾斯親王」。
範本為英國皇家海軍胡德号战列巡洋舰。
加賀
海域強襲壓制艦，心智模型穿著連衣裙，手拿喊話器的雙辮子小女孩，愛好編織。
曾與上岸的「赤城」通訊過，並得知「翔鶴」在其眼底下逃脫。
以後帶領一眾海域強襲壓制艦前往白令海海域戒備。
及後才發現「俾斯麥」已經突破其戒備線。
範本為舊帝國海軍加贺号航空母舰。
伊13
由「赤城」提到已經送出觀察機偵察白令海的戰鬥。。
範本為舊帝國海軍伊十三型潛艦之首伊13。
伊14
由「赤城」提到已經送出觀察機偵察白令海的戰鬥。。
範本為舊帝國海軍伊十三型潛艦二號艦伊14。
信濃
超海域強襲壓制艦，曾與上岸的「大和」通訊過，並對她稱呼姐姐。心智模型為日式巫女模樣的女性，一共有兩具主要心智模型，高個子的心智模型手持附帶鈴鐺的樹葉而矮個子的則是懸浮一台巨石。
一開始也吐嘈「超海域強襲壓制艦」這名號過長，希望「大和」能想個短一點的。
實力深不可測，一開始現身時僅以克萊因力場控制能量擴散就無傷擋下「俾斯麥」的超重力砲擊，以後更操縱大量水下無人機與空中無人機分別控制海水流向與折射從艦體射出的光束從而對「俾斯麥」全方位打擊。
在「武藏」被「俾斯麥」追殺的最後現身，並將後者擊退。
範本為舊大日本帝國海軍信濃號航空母艦。
鳥海
重巡洋艦，心智模型為穿著和服戴眼鏡的女孩，長相和「摩耶」神似。
「擊沉俱樂部」成員，其實替代船身已經完工，可受「大和」之命管理該部在柱島的據點，直到「伊勢」禁足於柱島前無離開過。
先前似乎曾遭蒼藍艦隊擊沉過，是在击沉后才生成心智模型，对于被群像击沉这件事仍没有做好面对群像的心理准备。但當群像本尊復活以後，被「伊勢」道破其傲嬌個性與「高雄」無異。
亦是小群像的「母親大人」之一，曾因阿得米拉提密碼要現身於小群像眼前而一度暫停運作；隨著阿得米拉提密碼離開柱島而重新活動，首先發現其遺下的宙航服手套。
當阿得米拉提密碼發表全球宣佈後，換上海技學生服潛入海技從而將「霧島」重建後的船體曳至其心智模型，同時向「榛名」說明其船體亦正在重建。可以後有什麼事要辦而沒有返回過柱島。
範本為舊帝國海軍高雄級重巡洋艦三號艦鳥海。
提尔皮茨
最初僅僅由「赤城」提及在意其行蹤。
範本為納粹德國海軍俾斯麦级战列舰二號艦提尔皮茨。

## 緋色艦隊
千早翔像（聲優：無／中田譲治（劇場版））
原為上校。（已故）群像之父，被認為是背叛了人類而且加入了海霧艦隊。於2039年時捕獲「伊401」，之後在為了在實戰中使用而於2045年時進行的首次有人航海之中與所有船員一同斷絕消息。
過去曾經擔任防衛駐在武官，在美國國家檔案館和記錄管理局裡發現約翰尼斯·高斯的論文紀錄，並認定這是其航海之路的開始，以及與沙保里結婚的緣分。
於2054年時被目擊到與海霧超戰艦「武藏」一同行動而被人懷疑背叛了人類。
然而在「武藏」甲板以上與莫里斯勛爵洽談時說明自己並無背叛人類，認為紀錄中提到的世界管理員若果真的存在，他不能放著不管。作為人類，他無法對於世界會因為此人的一個小動作就改變，人類的命運亦會因為他的小動作而改變這點視而不見。
似乎想締造一個沒有戰爭的世代而追查管理者的下落，並且已經推測出阿得米拉堤密碼就是管理員。在英國與「武藏」一同現身，並發表演說成立「緋色艦隊」成為艦隊提督。之后与英国结盟，从法国攻打欧洲，再從地中海直搗黑海一個被海霧陣營包圍的塞凡堡。冒用「緋紅艦隊」的名號亦是為了挑釁她們
與佐爾坦·史塔克有盟約，內容是要他親手打敗群像。
於劇場版中，「伊401」透過武藏的記憶得知，現在的千早翔像只是由奈米物質組成的無意識仿製品而已。而漫畫版亦採用類似設定，現在的翔像是以「武藏」一個核心的龐大演算力才得以維持存在，可下毒手之從其手下改為「武藏」，而且與劇場版相比更有本尊的意志。
當阿得米拉提密碼發表全球宣佈後，隨即與「武藏」被「俾斯麥」及其帶上的大量海霧艦艇所追殺，即使如此仍然覺得「武藏」給予的時光令他有著充實感。最終到了白令海時已將「俾斯麥」以外的海霧艦艇都擊沉、但自己亦因「武藏」將演算子解放全力導致自己由奈米物質重組的“肉身”崩解。儘管如此還是確認了黑海塞瓦斯托波爾要塞有騎士團的最重要人物，並且認定裁決者為阿得米拉提密碼，並希望「武藏」轉告群像裁決者的藏身地，而其被藏起的腦核也處分掉。遺言是：「沙保里…謝謝…你…」
武藏（聲優：無／釘宮理恵（劇場版））
海霧艦隊歐洲方面艦隊旗艦，超戰艦級。
心智模型樣貌為穿著白色皮草衣裝的洋風嬌小長髮少女，然而她亦說明她缺少了另一半。與千早翔像一同行動著，稱呼千早翔像為父親，在海霧陣營中的地位頗為微妙。一開始活動於法國諾曼第沿海，而且帶上不少人類艦員；這些艦員在被追殺時都收容至中樞內殼。
據「赤城」所言，完全沒有連接到戰術網路。
因某種原因與「大和」交手過，千早翔像在戰鬥中因「武藏」的心智模型下手而倒在其的甲板上。根據阿得米拉提密碼的說法，那時的她看見了靈魂分割的一瞬間。而「武藏」亦承認那時的她已經壞掉，以至不知道何謂正常。
在第四設施最底部、目前由海霧陣營控制的右舷碼頭，設置的三座座位當中，唯獨其座位有一部份損壞掉落在旁。
當阿得米拉提密碼發表全球宣佈後，隨即與翔像被「俾斯麥」及其帶上的大量海霧艦艇所追殺，她們的交戰遠至日本各處的海霧艦艇都偵測到，即使如此仍然很高興能成為翔像的力量。最終到了白令海時已將「俾斯麥」以外的海霧艦艇都擊沉、但艦體也因被多發超重力砲擊中以及曾經解放全力而導致艦體崩解並且被迫銷毀翔像。可即將對U-2051傳送其核心識別標誌時得「信濃」所救而保住殘餘的艦體，這時感嘆琴乃一直守護著她倆，目前正接受大修中。
於劇場版中同樣只有一個心智模型，並因千早翔像的死而仇視人類並與大和反目，並在之後刻意與「伊401」見面，並稱其為「大和的人偶」，並奪走了伊401所有戰鬥力。在最終戰中不敵以伊401船體和伊歐娜重生的「大和」，並在「大和」懷中消散。
範本為舊帝國海軍大和級戰艦二號艦武藏。
佐爾坦·史塔克
「U-2501」的艦長，將頭髮留長到眼前的德國軍人，曾受過千早翔像及「武藏」的訓練，單從第一次交戰就能得知是個擁有豐富經驗和準確預感的人，直覺驚人到有點恐怖的地步，但個性也相當自負，重視艦艇核心的演算能力而把心智模型視為浪費演算能力的不必要存在，認為讓「伊401」保有心智模型的千早群像太過天真。善於使用「狼群戰術」，以指揮複數無人微型潛艇「海豹」集中攻擊目標。
與組員搭乘「U-2501」來到太平洋，突襲剛結束橫須賀海戰、艦體損傷已經到達界限的「伊401」並戰勝，但並沒有立刻摧毀他們。之後把目標轉向「高雄」，但在「高雄」出乎意料的戰術、「伊402」的從中作梗及「伊401」的超重力炮突襲之下，不僅沒有完全擊毀「高雄」，還被逼使用最終的籌碼「鏡像系統」來保護自身，補給艦「奶牛」也被摧毀，只能撤退。之後在與翔像的通訊中，表明要繼續留在東洋，並朝新香港前進。「高雄」一戰似乎已重創其自尊，且開始對群像由輕視的態度轉為仇視。
在新香港補給完畢後，收到翔像的命令，觀測海霧東洋第一艦隊旗艦「金剛」的「旗艦裝備」並取得相關資料，但不得干涉戰鬥。確認命令後便再度指揮「U-2501」準備出航，並接受了新香港負責人要求將某貨物送往臺灣的委託。航行的途中遇到海霧北美艦隊，決定上浮與她們接觸，將觀測任務改交給三艘「海豹」執行。在與其旗艦「列星頓」對談了解其目的是去支援「金剛」後，認為會妨礙翔像觀測「金剛」旗艦裝備的任務而試圖阻止，雙方談判破裂後讓「U-2501」進入戰備狀態準備交火。急速下潛後被「列星頓」發射反潛飛彈攻擊，於是用重高壓魚雷干擾後暫時脫離，隨後與弗朗賽特通訊此次行動真實目的是要保護洛里昂並拖時間撐到伊401脫離險境，在「U-2501」報告「U-2502」高速接近後繼續展開作戰。之后答应让「列星頓」心智模型登舰，并返回横须贺一同上岸潜入海洋技术综合学院。
為沒落的龍加後裔，曾在戰火中救了弗朗賽特與羅姆阿勞德，並受過「武藏」的嚴格訓練，與千早翔像有盟約要親手打敗群像。目前仍未得知翔像已死。
U-2501
佐爾坦·史塔克的潛艇，資料並不在海霧陣營的資料庫裡，不但搭載本應只有超戰艦才能有的「鏡像系統」，核心還使用本應不能操控XIV級潛艇的Z1「萊伯勒希特·馬斯」驅逐艦所用的核心。擁有心智模型，是一個喜愛吹海風的金髮小女孩，但因為被艦長史塔克認為是浪費演算力，而被禁止做出心智模型。儘管被管教嚴厲，但仍對艦長十分信任，似乎與相遇時有關。
在佐爾坦同「列星頓」一同前往横须贺后，由「列星頓」提供演算力和得到佐爾坦所允许使用心智模型，负责看守在秘密船塢的潜艇。
範本為納粹德國海軍XXI級潛艇之首U-2501。
海豹
「U-2501」控制的無人微型潛艇，單艘能攜帶兩枚魚雷，彈藥由「U-2501」僚艦「奶牛」負責補給。可能是一種特殊型的「主動誘餌」，多艘同時行動可實現水面下潛艇的「狼群戰術」。有多種不同功能的型態。
範本為納粹德國海軍XXVII級Seehund微型攻擊潛艇。
乳牛
「U-2501」的補給艦，平常負責補給並輔佐「U-2501」控制的「海豹」進行狼群戰術。在與「高雄」一戰中，遭「伊401」以新型態的超重力砲狙擊而被摧毀。
範本為納粹德國海軍XIV級運輸潛艦（俗稱乳牛）。
弗朗賽特
緊閉眼睛的女性，盲人。負責「U-2501」的聲納及探測工作，利用點字操作機器。原本是哲學家，父母經營麵包糕餅店，曾在戰火中獲史塔克所救而跟随他，並且隱喻對其有意思。
羅姆阿勞德
嘴上不斷吃著零食的小男孩，「U-2501」的水雷官。漁民的兒子，曾在戰火中獲史塔克所救而跟髓他。
俾斯麥
位於大西洋的大戰艦，心智模型是一對戴著眼鏡、頭上綁上紅色絲帶、身穿紅色服裝的雙胞胎少女。為最後接觸到「阿得米拉提密碼」的戰艦，主動向翔像及「武藏」提出協助。其實亦知曉翔像倒在「武藏」甲板上是她對翔像下手所導致。
但其實是元老級海霧艦船兼真正的緋色艦隊的旗艦，真正效忠對象只有裁決者，並且以自己的小算盤作掩飾，終於在直布羅陀海峽、翔像計劃控制地中海前一刻「分道揚鑣」，並隨即帶上大量海霧艦艇追殺翔像及「武藏」，最終除了自己以外的海霧艦艇被「武藏」反擊沉沒、但也重創「武藏」並迫使她銷毀翔像。可在對「武藏」發動致命一擊時被「信濃」制止，只得潛往深海撤退。
及後才證實其資料並沒有上載至戰術網路，迫使群像先收集其資料再戰。
以後打算藉順道將下一步行動改為獵殺千早群像，並且單艦加上複數回收過來的核心及心智模型對抗「高雄」、「榛名」與「霧島」（特別是前者）。她的事結束後就會轉航向尼莫點。
範本為納粹德國海軍俾斯麦级战列舰之首俾斯麥。
U-2502
高速接近「U-2501」的潛艇，目的尚不明。
範本為納粹德國海軍XXI級潛艇二號艦U-2502。
希佩爾海軍上將
重巡洋艦，追殺翔像及「武藏」的真正緋色艦隊的海霧艦艇之一，心智模型總是手握望遠鏡，而船體亦裝有觀瞄設備。
在白令海被「武藏」以船體全開模式——天全方位發射的超重力砲擊破船體，為倒數第二艘被擊沉的追擊艦艇。核心與心智模型則獲「俾斯麥」所回收並且負責「俾斯麥」艦體的能源兵器。
範本為納粹德國海軍希佩尔海军上将级重巡洋舰之首希佩爾海軍上將。
尤金親王
重巡洋艦，追殺翔像及「武藏」的真正緋色艦隊的海霧艦艇之一，心智模型手握塔羅牌，初登場時船體已經受創。
在白令海被「武藏」以船體全開模式——天全方位發射的超重力砲擊破船體，為最後被擊沉的追擊艦艇。核心與心智模型則獲「俾斯麥」所回收並且負責「俾斯麥」艦體的誘導兵器。
範本為納粹德國海軍希佩尔海军上将级重巡洋舰三號艦尤金親王。
沙恩霍斯特
大戰艦，追殺翔像及「武藏」的真正緋色艦隊的海霧艦艇之一。
在白令海被「武藏」以後部主砲擊破船體，為倒數第三艘被擊沉的追擊艦艇。核心與心智模型則獲「俾斯麥」所回收並且負責「俾斯麥」艦體的損害管制。
範本為納粹德國海軍沙恩霍斯特级战列舰之首沙恩霍斯特。
格奈森瑙
大戰艦，追殺翔像及「武藏」的真正緋色艦隊的海霧艦艇之一。
據「武藏」報告，已經因為船體被擊破而脫隊。
範本為納粹德國海軍沙恩霍斯特级战列舰二號艦格奈森瑙。
羅馬
大戰艦，追殺翔像及「武藏」的真正緋色艦隊的海霧艦艇之一。
據「武藏」報告，已經因為船體被擊破而脫隊。
黎希留
大戰艦，追殺翔像及「武藏」的真正緋色艦隊的海霧艦艇之一。
據「武藏」報告，已經因為船體被擊破而脫隊。
範本為法國國家海軍黎塞留级战列舰之首黎希留。

## 其他人物
刑部蒔繪（聲：無／原紗友里）
在横須賀襲擊冒名為群像的杏平的少女。
基因改造計劃的實驗體之一，被稱為天才兒童（簡稱D.C.）的基因改造兒，編號007
輩份上算是真的妹妹，但是據說兩人是同一培養槽出來，並沒有血緣關係。負責開發振動魚雷。完成任務後原本將被忌憚其能力的日本政府「處分」掉，但是在刑部藤十郎的爭取下改為軟禁，由刑部藤十郎親自「管理」。
為了保持其心靈的完整性，刑部藤十郎替她捏造了「因為忙碌而時常不在家的老年科學家‧刑部藤十郎博士的孫女」的假身分。
陸軍攻擊刑部宅邸時在「榛名」的掩護下逃出宅邸，後被真派來的特務部隊帶往函館，由千早沙保里收留。
雖然沒有被證實，但是還是猜出了「榛名」的真實身分，因為自己開發出能摧毀海霧戰艦的振動魚雷而不敢與「榛名」等人見面，但是在和「榛名」互相坦白後決定一起離開。现时在「摩耶」的舰體以上，刑部真也派了立夏负责陪护和看守，在趕走「高雄」、「伊400」時開始培養起判斷力。
刑部藤十郎（聲：無／遊佐浩二）
蒔繪口中的爺爺，基因改造計畫的主持者。（已故）
曾經是理化學研究所的翹楚，為了當時的時代而發表了基因改造計畫，但在實驗過程中漸漸因自己的所為感到悲憤、幼稚又羞恥，但是在外界重重壓力下又不得不繼續實驗，因而內心總是對蒔繪感到十分自責。
在蒔繪將遭「處分」之際動用所有關係極力爭取，雖勉強保住了蒔繪的性命，但條件是蒔繪需被軟禁在政府配給的刑部宅邸，由刑部藤十郎親自「管理」。
為了保持蒔繪心靈的完整性，藤十郎捏造了「因為忙碌而時常不在家的老年科學家‧刑部藤十郎博士的孫女」的假身分，而他自己則假扮成管家「羅倫斯‧瓦倫丁」在一旁默默守護。
在謊言即將維持不住之際只好又稱「刑部博士因為工作關係將隨「伊401」出海，不知道什麼時候才會回來」，才導致了後來蒔繪前往橫須賀港、帶回「榛名」與「霧島」以及被陸軍襲擊刑部宅邸等事件。
然而在將蒔繪託付給「榛名」之後，為了保護蒔繪而被陸軍的狙擊手殺害。
天羽琴乃
千早群像還是士官候補生時期同在培訓班受訓的女學生，名字被記載在第四設施事故被害者慰靈碑上。
根据大和所说是其在生成心智模型時所參照的原型。在第四設施事件當中負責在控制室收集情報並與AI進行應對。官方正式紀錄死於第四設施事故，但因不明原因「存活」而出现在「大和」舰上，也擁有與「大和」相同層級的命令權力。最终在“大和”向众人揭秘第四设施事件的真相时承认了意外当时才回想自己也是海雾陣營一员兼“大和”的心智模型之一，亦因而被刑部真質疑她依舊是人類與否。以後仍然潛伏在海技各處，試圖拓展海霧陣營的可能性。
在第四设施事件前几晚都梦到自己出现在「大和」舰以上，之后有一晚有身穿宇航服的人出现在其睡房观察其并很快消失。
在「伊401」剛上岸時給予她自己的國民卡，還說明那是她與群像的結婚基金。
知曉而且可以公開的情報比想像的要多。
千早沙保里
在「ARPEGGIO SPECIAL BOOK 2009-2011」所收錄的短篇初登場，翔像之妻，群像之母，舊姓「出雲」。
本應繼承出雲家，卻總是隨心所欲地跑出去，結果成為鳥類學者，對於繼承出雲卻是模稜兩可。
在翔像背叛人類與海霧陣營共同行動、群像擔任「伊401」艦長後，就被日本政府以保護的名義軟禁在位於函館的自宅。
十分有器度的人物，對於破壞警備網強行侵入的「高雄」平靜以待，教授她各種知識，甚至還說想認她當女兒。之後更收留了逃出刑部宅邸，被真帶來函館的刑部蒔繪。
出雲薰
出雲家第四代當家，100年前的故人。
在代代從事神職的出雲家中，只有他在研究國外的神話與傳承。亦因會說外語而被軍隊徵召，在德國擔任駐德武官，後因大戰而下落不明。
常常寫信，有多張當時的照片跟著一併寄回家。可由於戰爭末期的檢閱措施，所以大多數都沒能寄回家，而能寄回的得以組成錦集。
其間與變成阿得米拉提密碼以前的克雷特成為朋友，寄回家的中一張為克雷特在德國的照片。
四月一日宗晴
四月一日伊織的父親，希望人類將會解放大海。
得知女兒開始接觸海霧艦艇（伊401）以後很惱怒，無法原諒奪去一切的海霧陣營，亦因而有調查過群像等人。
作為站在痛恨海霧的一派，直到女兒被依田帶走前都告訴她不得使用海霧（惡魔）的技術。
目前在公安的監視所軟禁以下繼續經營著公司，上陰次官與北議員亦有提供協助。
四月一日千歲
四月一日伊織的母親，在2050年8月去世。（已故）
丈夫宗晴認為要是沒有海洋封鎖，她就不會死去。
約翰尼斯·高斯
第二次大戰時期，凱撒學術振興協會旗下研究機構的研究員。
發現世界是某人經過調整並創造出來的東西，其管理並調整這個世界的人可還存在於世，並在調查管理者的最後得以找到他。而紀錄當中頻繁出現的人名為貝爾里涅塔·維耶拉。
其文件被看到的美國人們認為是被戰爭末期逼瘋的學者所寫的虛構故事，並且判斷為「這些紀錄一點用也沒有」，現在以「純粹述說當時情勢的資料」，持續對外開放。
曾稱克雷特為「念舊的傢伙」。
艾康
阿得米拉提密碼之主。
據阿得米拉提密碼所言，它擁有龐大且悠久的知識，因此成為強大的存在。但它依舊有無法理解的事物，其一為遙遠百億週期前存在的自己的來源。因而創造出地球作實驗場，同時設置裁決者，試圖重現進化，找出什麼樣的存在會成為起源，又是如何變成自己。
可有時會被阿得米拉密碼抱怨沒有好好替其維修保養。

## 備註
1. ↑  . Natalie.   [2012-06-24]. （原始内容存档于2021-01-07）.
2. ↑  「群像」日語發音與「軍曹」（即士官）相近。
3. ↑  在「擊沉俱樂部」周邊的服裝商品促銷圖上，可見群像穿著該服裝並且向伊歐娜拿來同款服裝；如屬實，群像為「擊沉俱樂部」首名人類會員。
4. ↑  「大作」日語發音與「大佐」（即上校）相近。
5. ↑  此句源自孫子兵法始計篇。
6. ↑  .   [2020-09-19]. （原始内容存档于2020-04-14）.
7. ↑  但本作登場的外型較接近第二次世界大戰後被中華民國海軍接收並改裝的「丹陽」。
8. ↑  另一艘為隸屬東洋第一巡航艦隊的驅逐艦「響」。
9. 1 2 3 4 5  .   [2014-12-28]. （原始内容存档于2014-12-28）.
10. ↑  然而作為最先遇上小群像的金剛級戰艦同級艦（姨母），「比叡」在是次見面當中卻並無與小群像相認。
11. ↑  另一艘為隸屬總旗艦艦隊的驅逐艦「雪風」。
12. ↑  .   [2020-09-19]. （原始内容存档于2020-04-14）.
13. ↑  「翔像」日語發音與「少佐」（即少校）相近。
14. ↑  當年武藏和大和跟千早翔像有過溝通，本來三人已取得理解，但千早翔像的手下卻背叛了翔像（原因不明，據測是對於海霧陣營的不信任和畏懼）並殺了他，武藏悲憤之餘並殺了在場所有的人。大和與武藏的分歧就此產生，並種下了二人對打的禍根。
15. ↑  直到第23卷彩頁中證實另一具心智模型為穿著深色運動外套、頭戴鴨舌帽的短髮少女。
16. ↑  首度登場時手握的牌為高塔牌，有着失敗、崩潰之意。

## 相關項目
- 蒼藍鋼鐵戰艦